# Mistrovství České republiky v orientačním běhu 2022
30. ročník Mistrovství České republiky v orientačním běhu 2022 proběhl v tradičním složení čtyř individuální a třech týmových disciplín.

## Mistrovství ČR v nočním OB
První mistrovství v roce 2022 proběhlo v chladném počasí s občasným sněžení v lesích západně od Struhařova u Prahy. Na startu byla většina nejlepších českých závodníků, v mistrovských kategoriích startovalo téměř 500 závodníků. Orientačně i fyzicky náročné tratě využívali rozdělovací metody a závodníci tak startovali po 2 minutách.

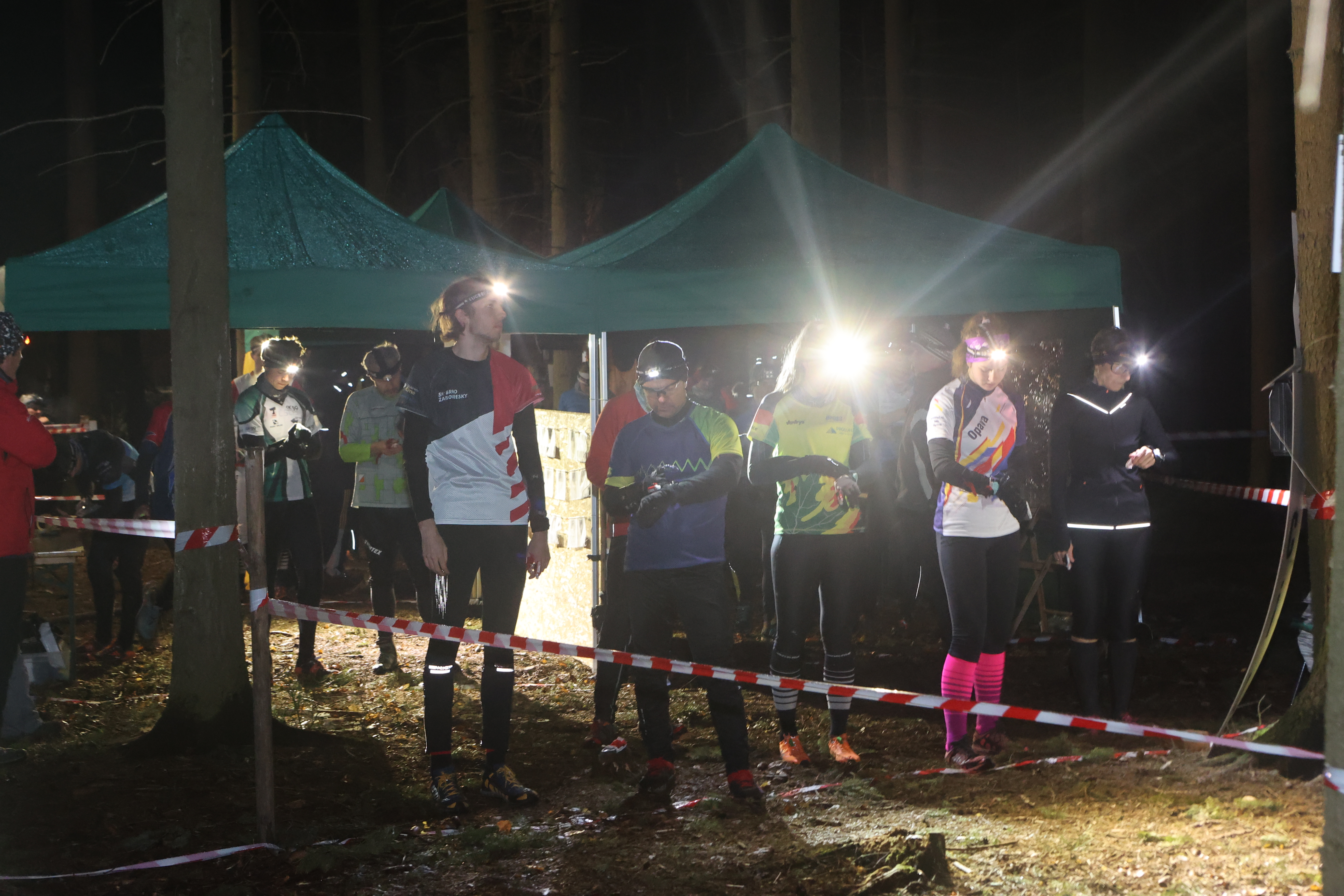
Atmosféra na startu
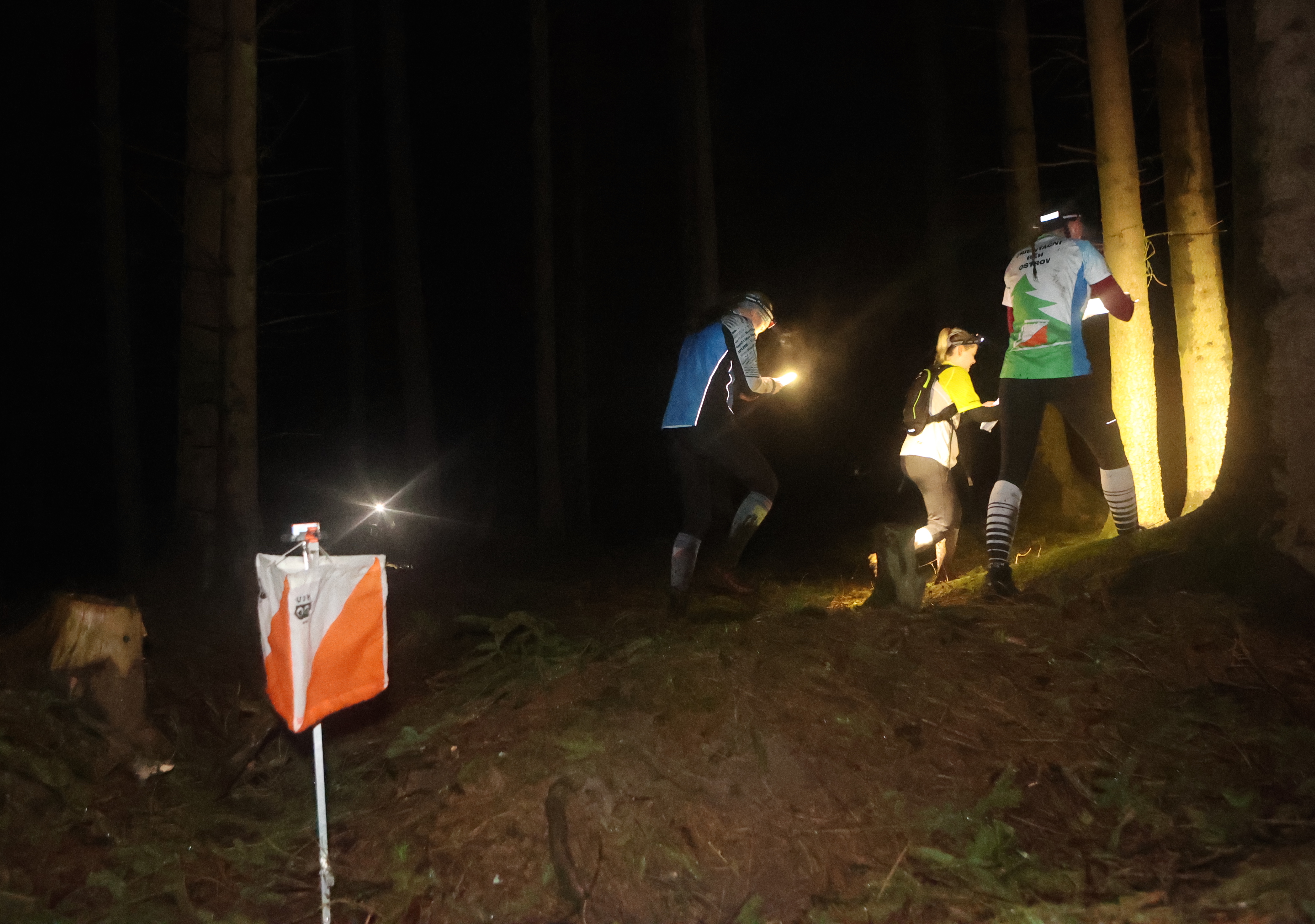
Momentka z lesa
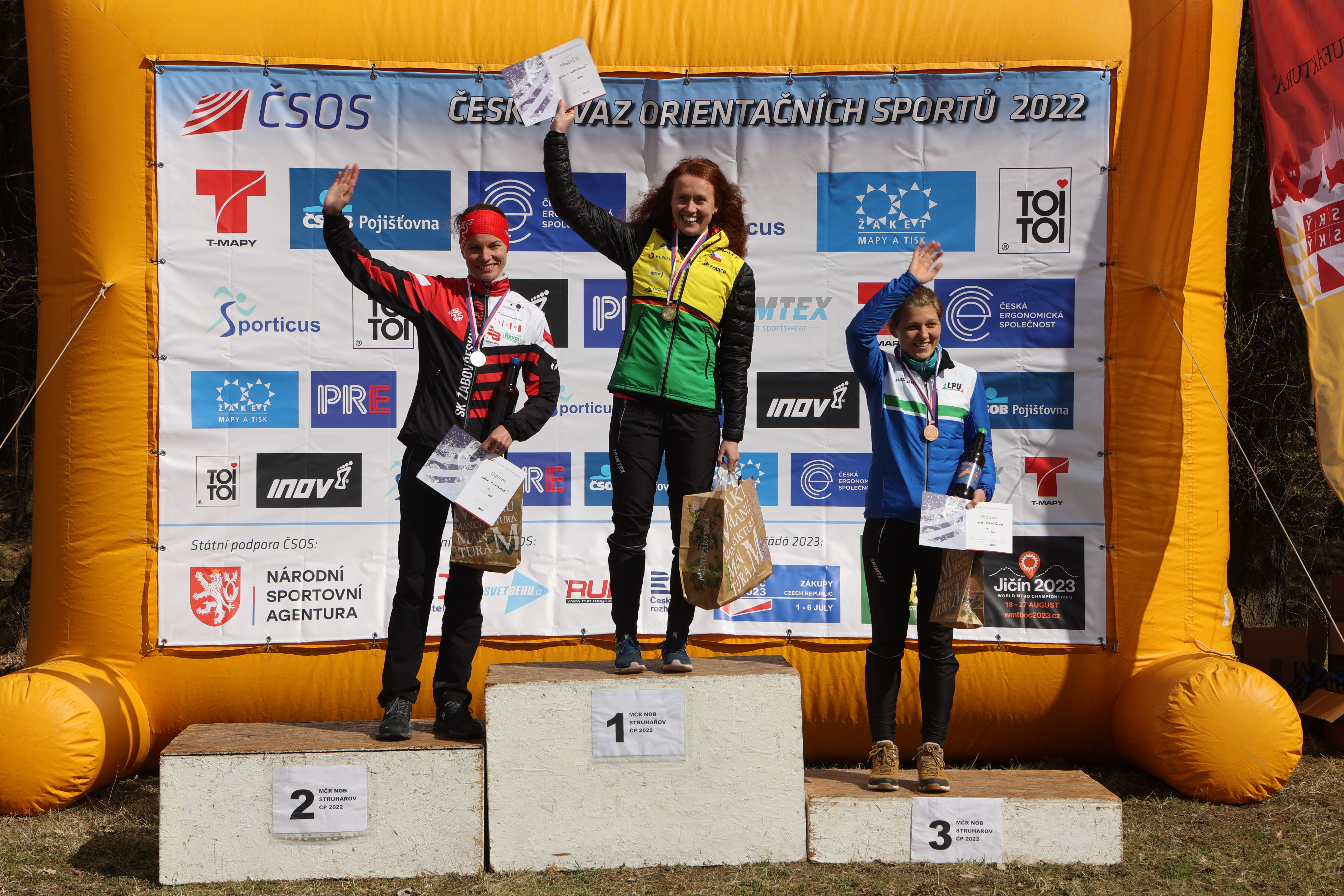
Stupně vítězů ženy
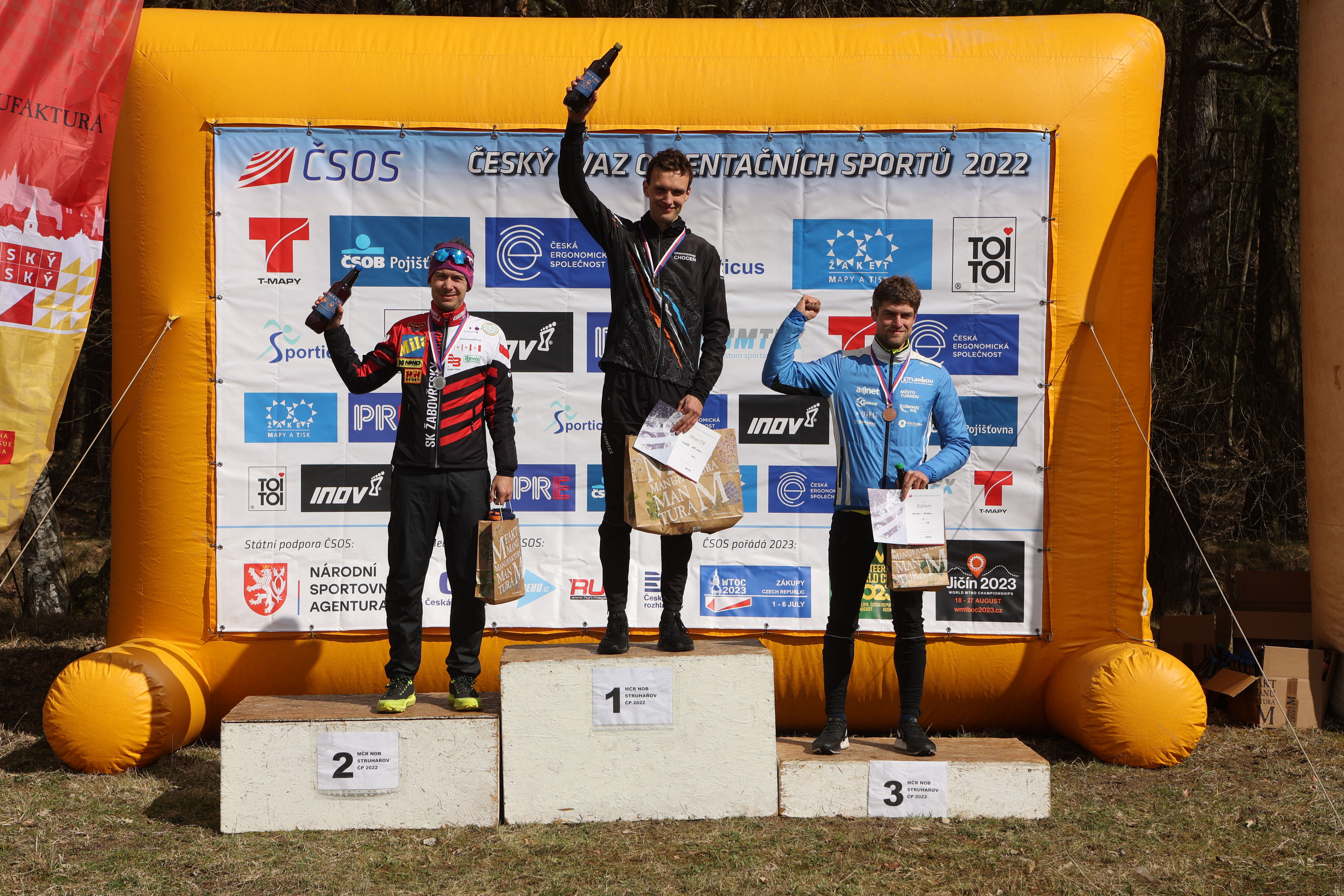
Stupně vítězů muži
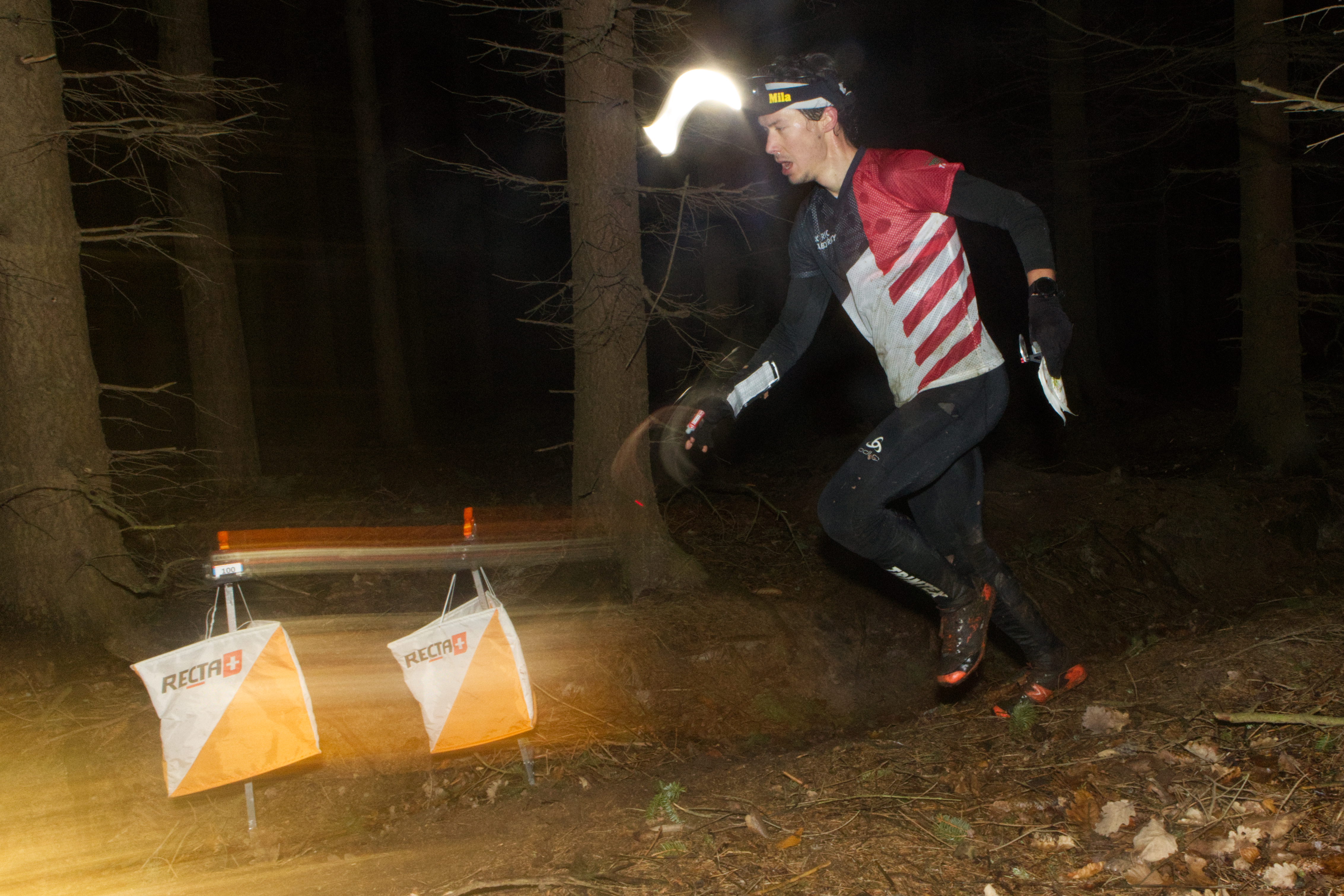
Miloš Nykodým

| Datum závodu   | 9. 4. 2022        |  | Místo konání    | Struhařov         |  | Pořadatel       | USK Praha    |
| Ředitel závodu | Jan Semík         |  | Hlavní rozhodčí | Jarmila Němečková |  | Stavitelé tratí | Petr Bořánek |
| Název mapy     | 2 Rybníky – sever |  | Web závodu      | web               |  | Výsledky závodu | ORIS         |

| Zkrácené výsledky             | Zkrácené výsledky       | Zkrácené výsledky        | Zkrácené výsledky       | Zkrácené výsledky       | Zkrácené výsledky | Zkrácené výsledky       | Zkrácené výsledky        | Zkrácené výsledky       | Zkrácené výsledky       |
| Pořadí                        | H21 - muži              | H21 - muži               | H21 - muži              | H21 - muži              | Pořadí            | D21 - ženy              | D21 - ženy               | D21 - ženy              | D21 - ženy              |
| ----------------------------- | ----------------------- | ------------------------ | ----------------------- | ----------------------- | ----------------- | ----------------------- | ------------------------ | ----------------------- | ----------------------- |
| Zlatá medaile                 | Tomáš Křivda            | K.O.B. Choceň            | 1:13:05                 |                         | Zlatá medaile     | Vendula Horčičková      | OOB TJ Slovan Luhačovice | 1:02:53                 |                         |
| Stříbrná medaile              | Miloš Nykodým           | SK Žabovřesky Brno       | 1:15:30                 | +2:25                   | Stříbrná medaile  | Adéla Finstrlová        | SK Žabovřesky Brno       | 1:05:41                 | +2:48                   |
| Bronzová medaile              | Daniel Wolf             | OOB TJ Turnov            | 1:19:34                 | +6:29                   | Bronzová medaile  | Jana Stehlíková         | OK Lokomotiva Pardubice  | 1:05:51                 | +2:58                   |
| 4                             | Jonáš Gottstein         | OK Jilemnice             | 1:23:35                 | +10:30                  | 4                 | Monika Doležalová       | OK Kamenice              | 1:07:05                 | +4:12                   |
| 5                             | Vojtěch Sýkora          | OOB TJ Slovan Luhačovice | 1:24:48                 | +11:43                  | 5                 | Jana Peterová           | OK Lokomotiva Pardubice  | 1:07:44                 | +4:51                   |
| 6                             | Roman Zbranek           | SKOB Zlín                | 1:25:41                 | +12:36                  | 6                 | Klára Nechanická        | KOS TJ Tesla Brno        | 1:09:47                 | +6:54                   |
| 7                             | Petr Horvát             | KOS TJ Tesla Brno        | 1:26:12                 | +13:07                  | 7                 | Šárka Sokolářová        | OOB TJ Turnov            | 1:10:22                 | +7:29                   |
| 8                             | Jakub Chupek            | Oddíl OS SK Prostějov    | 1:26:30                 | +13:25                  | 8                 | Gabriela Hiršová        | SK Žabovřesky Brno       | 1:11:49                 | +8:56                   |
| 9                             | Tomáš Janovský          | SK Praga                 | 1:26:48                 | +13:43                  | 9                 | Tereza Korpasová        | KOS TJ Tesla Brno        | 1:15:29                 | +12:36                  |
| 10                            | Jan Procházka           | SK Praga                 | 1:27:14                 | +14:09                  | 10                | Karolína Teplá          | OK Slavia Hradec Králové | 1:16:10                 | +13:17                  |
| Pořadí                        | H20 - junioři           | H20 - junioři            | H20 - junioři           | H20 - junioři           | Pořadí            | D20 - juniorky          | D20 - juniorky           | D20 - juniorky          | D20 - juniorky          |
| Zlatá medaile                 | Jakub Chaloupský        | OK 99 Hradec Králové     | 59:04                   |                         | Zlatá medaile     | Michaela Dittrichová    | OOB TJ Slovan Luhačovice | 50:55                   |                         |
| Stříbrná medaile              | Adam Valík              | Orientační Běh Opava     | 1:03:22                 | +4:18                   | Stříbrná medaile  | Anna Karlová            | OK Jilemnice             | 54:18                   | +3:23                   |
| Bronzová medaile              | Milan Malačka           | Oddíl OB Kotlářka        | 1:10:35                 | +11:31                  | Bronzová medaile  | Martina Thýnová         | OK Slavia Hradec Králové | 55:59                   | +5:04                   |
| Pořadí                        | H18 - starší dorostenci | H18 - starší dorostenci  | H18 - starší dorostenci | H18 - starší dorostenci | Pořadí            | D18 - starší dorostenky | D18 - starší dorostenky  | D18 - starší dorostenky | D18 - starší dorostenky |
| Zlatá medaile                 | Jiří Donda              | SKOB Ostrov              | 52:24                   |                         | Zlatá medaile     | Lucie Dittrichová       | KOB Směr Kroměříž        | 43:43                   |                         |
| Stříbrná medaile              | Jan Strýček             | TJ Spartak 1. Brněnská   | 53:40                   | +1:16                   | Stříbrná medaile  | Michaela Novotná        | OOB TJ Turnov            | 46:21                   | +2:38                   |
| Bronzová medaile              | Filip Haas              | OK Lokomotiva Pardubice  | 56:39                   | +4:15                   | Bronzová medaile  | Zita Plachá             | OK Střelka               | 51:29                   | +7:46                   |
| Pořadí                        | H16 - mladší dorostenci | H16 - mladší dorostenci  | H16 - mladší dorostenci | H16 - mladší dorostenci | Pořadí            | D16 - mladší dorostenky | D16 - mladší dorostenky  | D16 - mladší dorostenky | D16 - mladší dorostenky |
| Zlatá medaile                 | Tomáš Kučera            | SK Žabovřesky Brno       | 45:28                   |                         | Zlatá medaile     | Barbora Holasová        | Orientační Běh Opava     | 29:07                   |                         |
| Stříbrná medaile              | Ondřej Brosch           | SK Radioklub Blansko     | 46:05                   | +0:37                   | Stříbrná medaile  | Kateřina Doušková       | KOS TJ Tesla Brno        | 30:07                   | +1:00                   |
| Bronzová medaile              | Jan Čihák               | TJ Jiskra Hořice         | 46:52                   | +1:24                   | Bronzová medaile  | Natálie Gallo           | Orientační Běh Opava     | 36:23                   | +7:16                   |
| << předchozí • následující >> |                         |                          |                         |                         |                   |                         |                          |                         |                         |

Souhrnné informace naleznete v článku Mistrovství České republiky v nočním orientačním běhu.

## Mistrovství ČR ve sprintu
| Datum závodu   | 14. 5. 2022       |  | Místo konání    | Praha - Stodůlky |  | Pořadatel       | OB Kotlářka, Tretra Praha |
| Ředitel závodu | Dominika Plochová |  | Hlavní rozhodčí | Ondřej Pospíšil  |  | Stavitelé tratí | Jakub Illner              |
| Název mapy     | 100doolky         |  | Web závodu      | web              |  | Výsledky závodu | ORIS                      |

| Zkrácené výsledky             | Zkrácené výsledky         | Zkrácené výsledky                    | Zkrácené výsledky       | Zkrácené výsledky       | Zkrácené výsledky | Zkrácené výsledky       | Zkrácené výsledky        | Zkrácené výsledky       | Zkrácené výsledky       |
| Pořadí                        | H21 - muži                | H21 - muži                           | H21 - muži              | H21 - muži              | Pořadí            | D21 - ženy              | D21 - ženy               | D21 - ženy              | D21 - ženy              |
| ----------------------------- | ------------------------- | ------------------------------------ | ----------------------- | ----------------------- | ----------------- | ----------------------- | ------------------------ | ----------------------- | ----------------------- |
| Zlatá medaile                 | Tomáš Křivda              | K.O.B. Choceň                        | 13:31                   |                         | Zlatá medaile     | Tereza Janošíková       | SK Severka Šumperk       | 13:07                   |                         |
| Stříbrná medaile              | Jonáš Hubáček             | OOB TJ Slovan Luhačovice             | 13:36                   | +0:05                   | Stříbrná medaile  | Denisa Kosová           | OK 99 Hradec Králové     | 13:52                   | +0:45                   |
| Bronzová medaile              | Martin Roudný             | OK Lokomotiva Pardubice              | 13:43                   | +0:12                   | Bronzová medaile  | Adéla Finstrlová        | SK Žabovřesky Brno       | 14:09                   | +1:02                   |
| 4                             | Jakub Glonek              | OK Kamenice                          | 13:44                   | +0:13                   | 4                 | Jana Stehlíková         | OK Lokomotiva Pardubice  | 14:13                   | +1:06                   |
| 5                             | Miloš Nykodým             | SK Žabovřesky Brno                   | 14:12                   | +0:41                   | 5                 | Jana Peterová           | OK Lokomotiva Pardubice  | 14:22                   | +1:15                   |
| 6                             | Vojtěch Sýkora            | OOB TJ Slovan Luhačovice             | 14:14                   | +0:43                   | 6                 | Karolína Teplá          | OK Slavia Hradec Králové | 14:36                   | +1:29                   |
| 7                             | Pavel Brlica              | SK Žabovřesky Brno                   | 14:35                   | +1:04                   | 7                 | Eliška Sieglová         | SK Praga                 | 14:46                   | +1:39                   |
| 8                             | Otakar Hirš               | SK Žabovřesky Brno                   | 14:38                   | +1:07                   | 8                 | Vendula Horčičková      | OOB TJ Slovan Luhačovice | 14:48                   | +1:41                   |
| 9                             | Martin Poklop             | SK Severka Šumperk                   | 14:55                   | +1:24                   | 9                 | Šárka Sokolářová        | OOB TJ Turnov            | 15:08                   | +2:01                   |
| 10                            | Ctibor Sysel              | SK Praga                             | 15:04                   | +1:33                   | 10                | Adéla Bogarová          | SK Praga                 | 15:09                   | +2:02                   |
| Pořadí                        | H20 - junioři             | H20 - junioři                        | H20 - junioři           | H20 - junioři           | Pořadí            | D20 - juniorky          | D20 - juniorky           | D20 - juniorky          | D20 - juniorky          |
| Zlatá medaile                 | Jakub Chaloupský          | OK 99 Hradec Králové                 | 14:24                   |                         | Zlatá medaile     | Markéta Mulíčková       | KOS TJ Tesla Brno        | 13:55                   |                         |
| Stříbrná medaile              | Kryštof Hájek             | OOB TJ Turnov                        | 15:01                   | +0:37                   | Stříbrná medaile  | Adéla Vandasová         | OK 99 Hradec Králové     | 14:59                   | +1:04                   |
| Bronzová medaile              | Stanisław Pachnik         | OOB TJ Tatran Jablonec n. N.         | 15:03                   | +0:39                   | Bronzová medaile  | Jana Pekařová           | OOB TJ Turnov            | 15:08                   | +1:13                   |
| Pořadí                        | H18 - starší dorostenci   | H18 - starší dorostenci              | H18 - starší dorostenci | H18 - starší dorostenci | Pořadí            | D18 - starší dorostenky | D18 - starší dorostenky  | D18 - starší dorostenky | D18 - starší dorostenky |
| Zlatá medaile                 | Jakub Peterka             | TJ Loko Liberec                      | 13:39                   |                         | Zlatá medaile     | Michaela Novotná        | OOB TJ Turnov            | 12:56                   |                         |
| Stříbrná medaile              | Daniel Bolehovský         | USK Praha                            | 13:49                   | +0:10                   | Stříbrná medaile  | Ema Černá               | SKOB Roudnice nad Labem  | 13:23                   | +0:27                   |
| Bronzová medaile              | Adam Zřídkaveselý         | TJ Spartak 1. Brněnská               | 13:52                   | +0:13                   | Bronzová medaile  | Lea Martanová           | OOB TJ Turnov            | 13:51                   | +0:55                   |
| Pořadí                        | H16 - mladší dorostenci   | H16 - mladší dorostenci              | H16 - mladší dorostenci | H16 - mladší dorostenci | Pořadí            | D16 - mladší dorostenky | D16 - mladší dorostenky  | D16 - mladší dorostenky | D16 - mladší dorostenky |
| Zlatá medaile                 | Ondřej Brosch             | SK Radioklub Blansko                 | 12:37                   |                         | Zlatá medaile     | Kateřina Doušková       | KOS TJ Tesla Brno        | 12:49                   |                         |
| Stříbrná medaile              | Filip Mairich             | Team Jizerky                         | 12:38                   | +0:01                   | Stříbrná medaile  | Viktorie Škáchová       | Oddíl OB Kotlářka        | 13:24                   | +0:35                   |
| Bronzová medaile              | Filip Jančík Jan Štěpánek | SK Žabovřesky Brno KOS TJ Tesla Brno | 12:41                   | +0:04                   | Bronzová medaile  | Tereza Měšťanová        | KOB TRETRA Praha         | 13:37                   | +0:48                   |
| << předchozí • následující >> |                           |                                      |                         |                         |                   |                         |                          |                         |                         |

Souhrnné informace naleznete v článku Mistrovství České republiky v orientačním běhu ve sprintu.

## Mistrovství ČR sprintových štafet
Závod sprintových štafet s centrem ve Fakultní ZŠ profesora Otokara Chlupa PF UK přenášela v přímém přenosu Česká televize . Za krásného slunečného počasí soupeřilo 45 štafet v hlavní kategorii dospělých a 18 štafet v kategorii dorostu. 

| Datum závodu   | 15. 5. 2022       |  | Místo konání    | Praha - Stodůlky • aréna |  | Pořadatel       | OB Kotlářka, Tretra Praha |
| Ředitel závodu | Dominika Plochová |  | Hlavní rozhodčí | Marie Pospíšilová        |  | Stavitelé tratí | Radim Hošek               |
| Název mapy     | O Chlup           |  | Web závodu      | web                      |  | Výsledky závodu | ORIS                      |

| Zkrácené výsledky             | Zkrácené výsledky                                                                             | Zkrácené výsledky | Zkrácené výsledky | Zkrácené výsledky | Zkrácené výsledky                                                                 | Zkrácené výsledky | Zkrácené výsledky | Zkrácené výsledky | Zkrácené výsledky |
| Pořadí                        | DH21 - dospělí                                                                                | DH21 - dospělí    | DH21 - dospělí    | Pořadí            | DH18 - dorost                                                                     | DH18 - dorost     | DH18 - dorost     |                   |                   |
| ----------------------------- | --------------------------------------------------------------------------------------------- | ----------------- | ----------------- | ----------------- | --------------------------------------------------------------------------------- | ----------------- | ----------------- | ----------------- | ----------------- |
| Zlatá medaile                 | OOB TJ Slovan Luhačovice Michaela Dittrichová Vojtěch Sýkora Jonáš Hubáček Vendula Horčičková | 1:02:34           |                   | Zlatá medaile     | OOB TJ Turnov Lea Martanová Hugo Hoetzel Jakub Peterka Michaela Novotná           | 55:45             |                   |                   |                   |
| Stříbrná medaile              | OK Lokomotiva Pardubice Jana Peterová Tomáš Kubelka Martin Roudný Jana Stehlíková             | 1:02:57           | +0:23             | Stříbrná medaile  | OK Lokomotiva Pardubice Kateřina Hanušová Vladimír Srb Filip Haas Michaela Srbová | 56:05             | +0:20             |                   |                   |
| Bronzová medaile              | SK Žabovřesky Brno Gabriela Hiršová Pavel Brlica Miloš Nykodým Adéla Finstrlová               | 1:03:29           | +0:55             | Bronzová medaile  | KOB TRETRA Praha Tereza Měšťanová Matěj Kuchař Antonín Černý Linda Tomášková      | 56:10             | +0:25             |                   |                   |
| 4                             | KOS TJ Tesla Brno Klára Nechanická Filip Adámek Vít Horčička Markéta Mulíčková                | 1:03:58           | +1:24             | 4                 | KOS TJ Tesla Brno Lucie Hlaváčová Jakub Račanský Jan Štěpánek Kateřina Doušková   | 56:27             | +0:42             |                   |                   |
| 5                             | OOB TJ Turnov Šárka Sokolářová Kryštof Hájek Matyáš Štregl Jana Pekařová                      | 1:05:45           | +3:11             | 5                 | SK Žabovřesky Brno Eliška Tomanová Tomáš Urbánek Tomáš Kučera Kristýna Finstrlová | 56:42             | +0:57             |                   |                   |
| << předchozí • následující >> |                                                                                               |                   |                   |                   |                                                                                   |                   |                   |                   |                   |

Souhrnné informace naleznete v článku Mistrovství České republiky v orientačním běhu sprintových štafet.

## Mistrovství ČR na krátké trati
Mistrovský závod na krátké trati proběhl po dvou letech protiepidemických opatřeních opět ve formátu sobotní kvalifikace a nedělního finále. Na start se v mistrovských kategoriích postavilo přes 700 účastníků. Oba závody se běžely za krásného slunečného počasí na severních svazích Černé studnice se společným centrem na horní stanici vleku v Nové Vsi.
Na závodech byla i Česká televize, která ze závodu připravila reportáž na ČT sport.

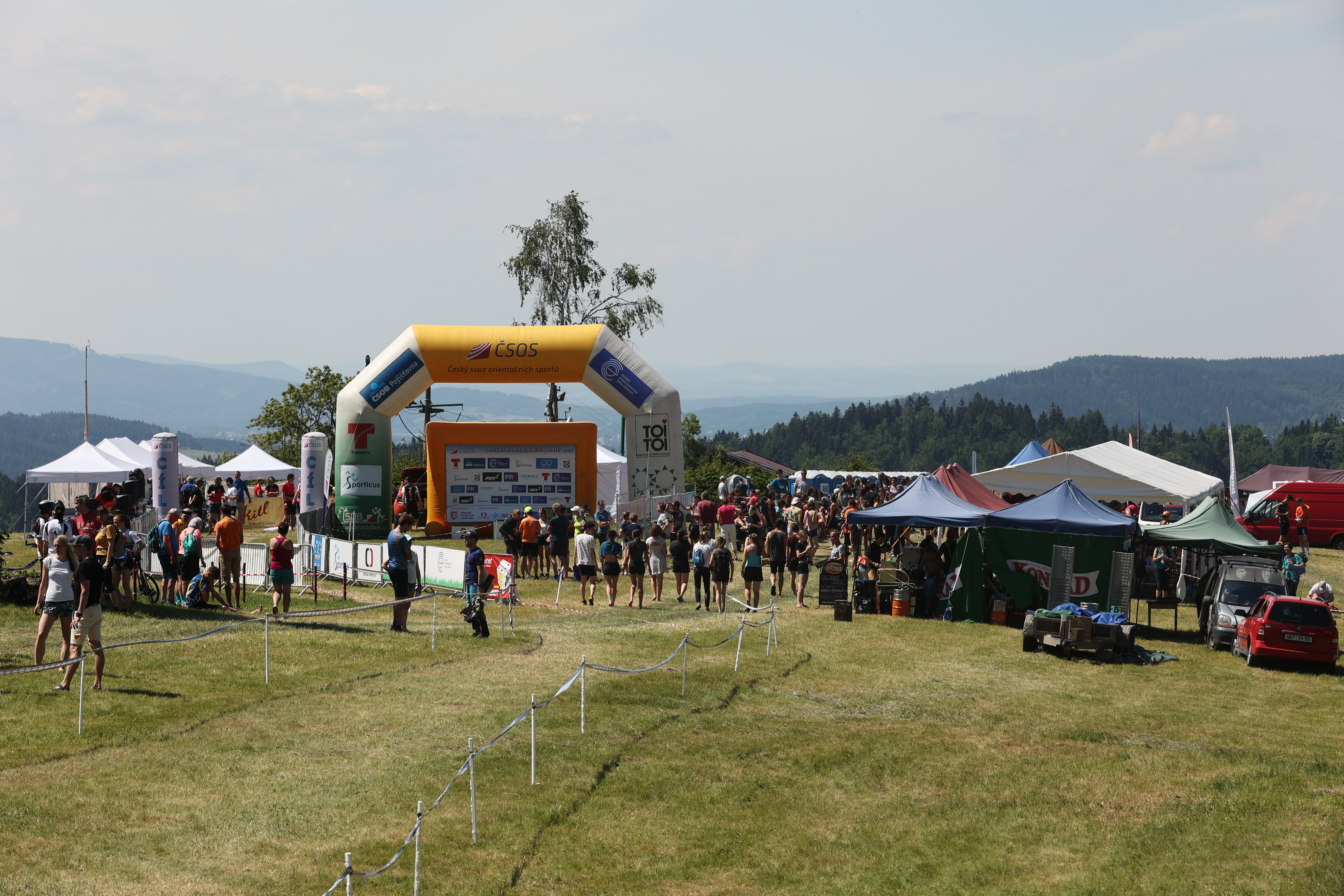
Centrum závodu
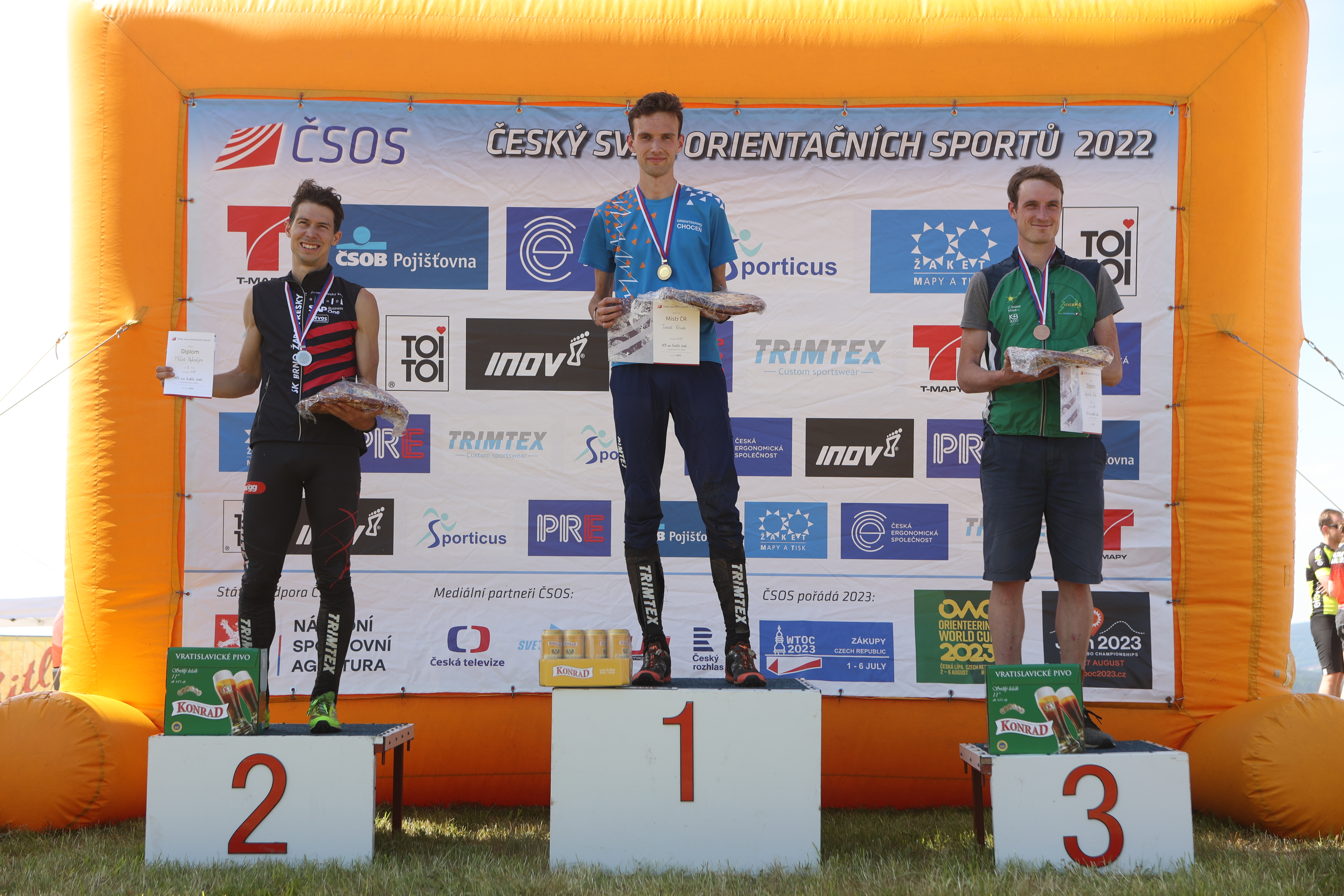
Stupně vítězů muži
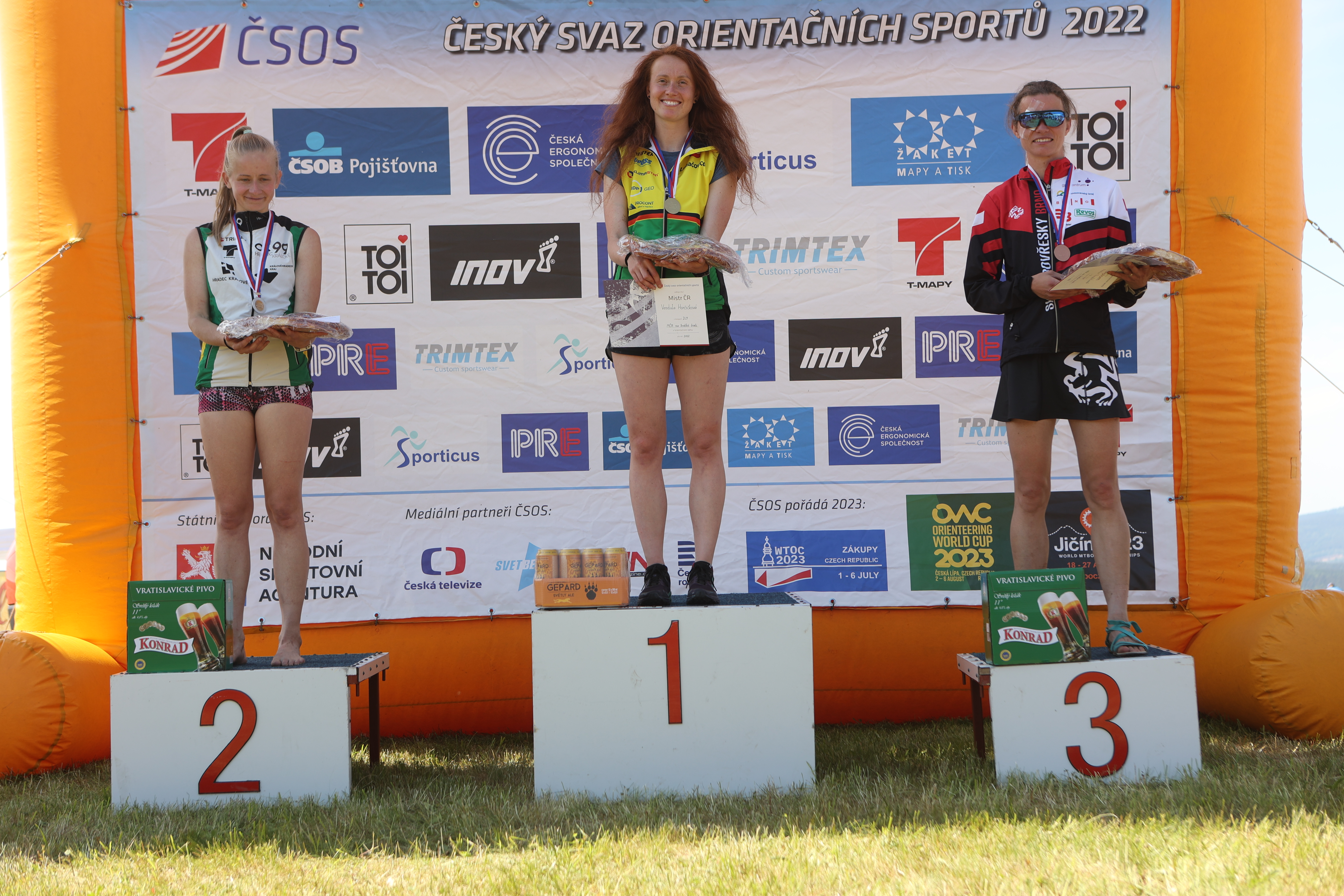
Stupně vítězů ženy
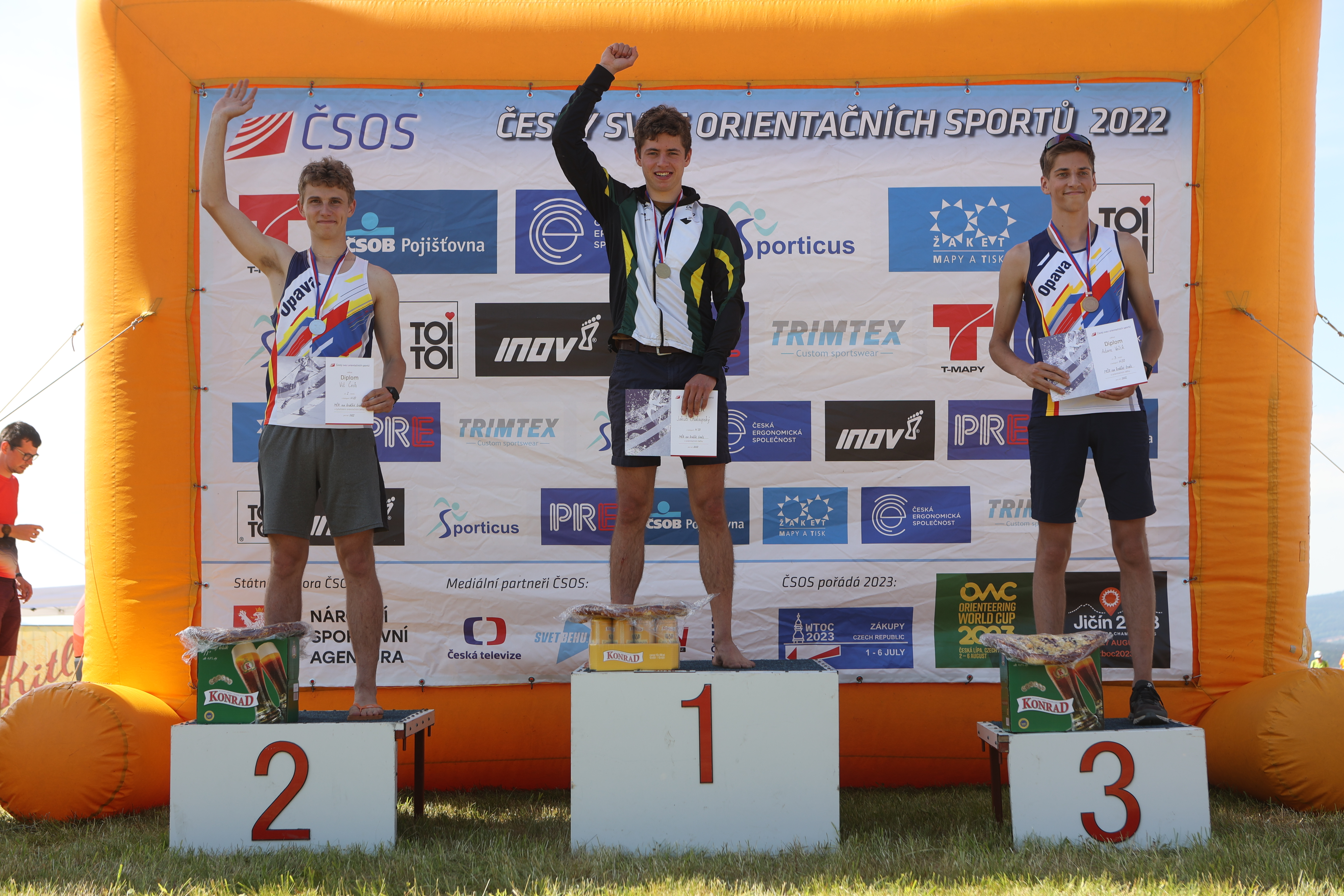
Stupně vítězů junioři
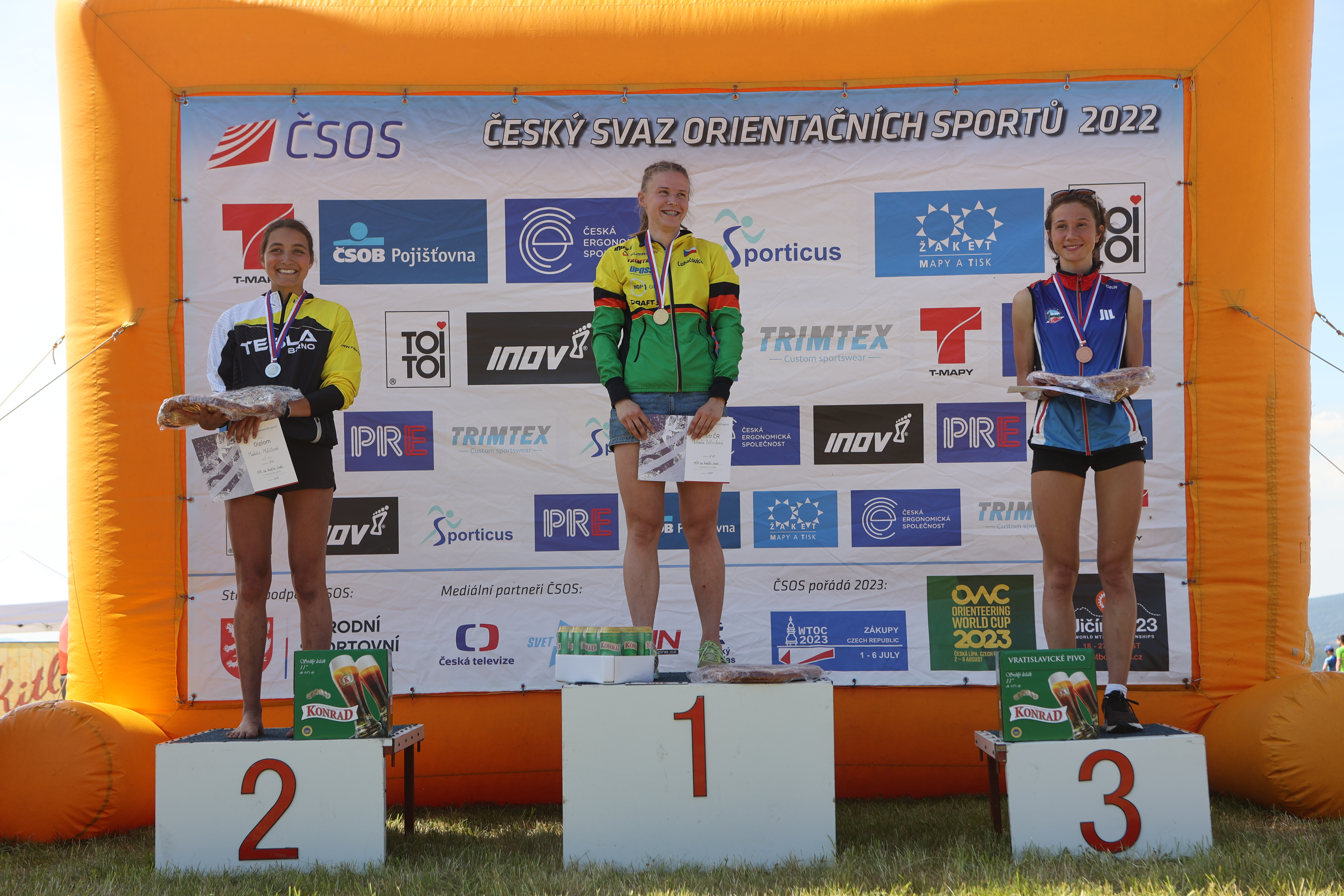
Stupně vítězů juniorky
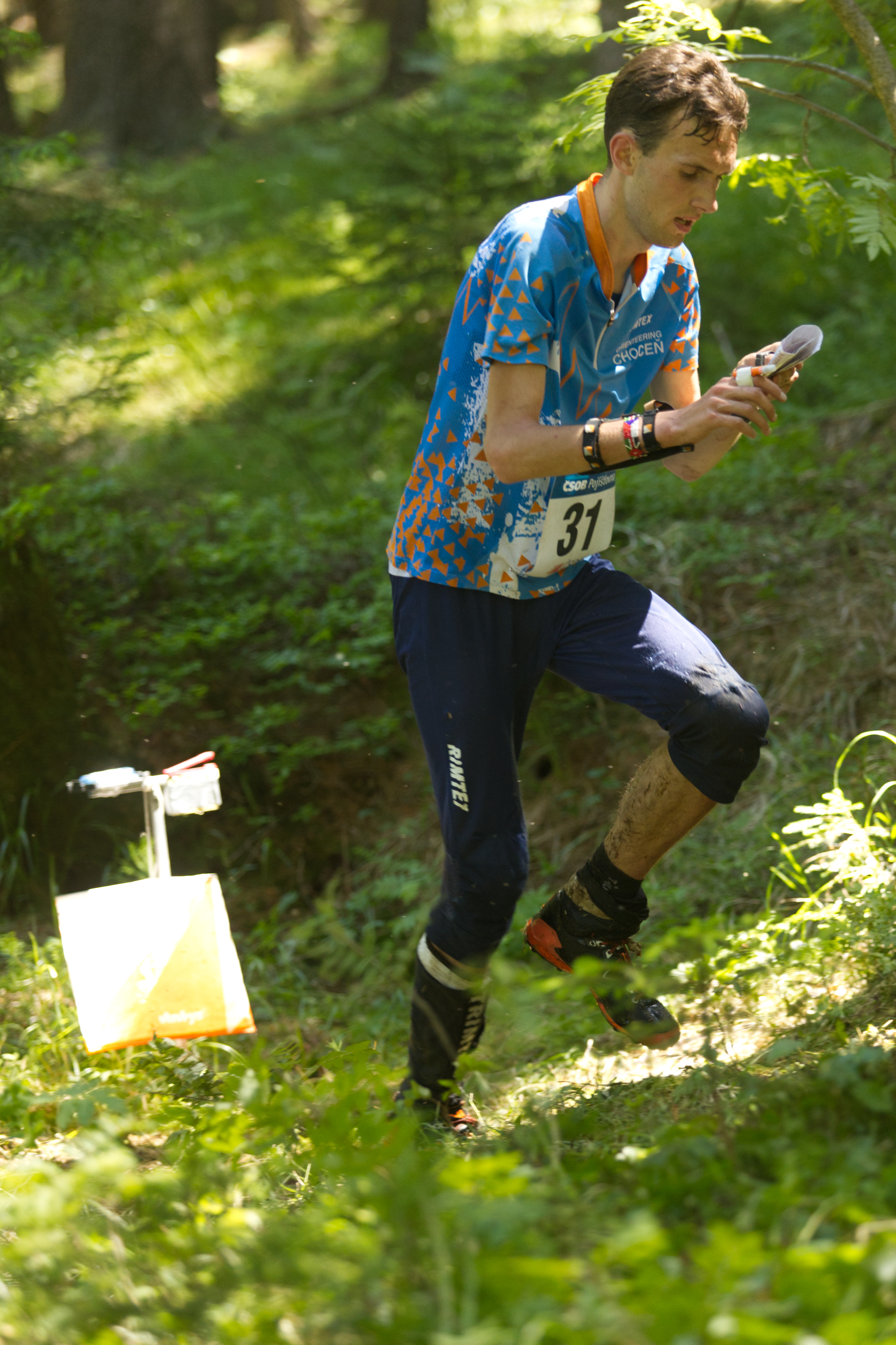
Tomáš Křivda

| Datum závodu   | 4.–5. 6. 2022                    |  | Místo konání    | Nová Ves nad Nisou • aréna                 |  | Pořadatel       | Tatran Jablonec                         |
| Ředitel závodu | Jan Picek                        |  | Hlavní rozhodčí | Martin Janata (sem.), Dušan Novotný (fin.) |  | Stavitelé tratí | Martin Posselt (sem.), Jan Picek (fin.) |
| Název mapy     | Černá Studnice - sáňkařská dráha |  | Web závodu      | web                                        |  | Výsledky závodu | ORIS                                    |

| Zkrácené výsledky             | Zkrácené výsledky       | Zkrácené výsledky        | Zkrácené výsledky       | Zkrácené výsledky       | Zkrácené výsledky | Zkrácené výsledky       | Zkrácené výsledky        | Zkrácené výsledky       | Zkrácené výsledky       |
| Pořadí                        | H21 - muži              | H21 - muži               | H21 - muži              | H21 - muži              | Pořadí            | D21 - ženy              | D21 - ženy               | D21 - ženy              | D21 - ženy              |
| ----------------------------- | ----------------------- | ------------------------ | ----------------------- | ----------------------- | ----------------- | ----------------------- | ------------------------ | ----------------------- | ----------------------- |
| Zlatá medaile                 | Tomáš Křivda            | K.O.B. Choceň            | 31:25                   |                         | Zlatá medaile     | Vendula Horčičková      | OOB TJ Slovan Luhačovice | 35:07                   |                         |
| Stříbrná medaile              | Miloš Nykodým           | SK Žabovřesky Brno       | 32:56                   | +1:31                   | Stříbrná medaile  | Denisa Kosová           | OK 99 Hradec Králové     | 35:23                   | +0:16                   |
| Bronzová medaile              | Vojtěch Král            | SK Severka Šumperk       | 33:44                   | +2:19                   | Bronzová medaile  | Adéla Finstrlová        | SK Žabovřesky Brno       | 36:52                   | +1:45                   |
| 4                             | Martin Roudný           | OK Lokomotiva Pardubice  | 34:17                   | +2:52                   | 4                 | Lenka Voštová           | OK Slavia Hradec Králové | 37:57                   | +2:50                   |
| 5                             | Vojtěch Sýkora          | OOB TJ Slovan Luhačovice | 35:10                   | +3:45                   | 5                 | Anna Štičková           | SK Severka Šumperk       | 39:05                   | +3:58                   |
| 6                             | Pavel Kubát             | OK 99 Hradec Králové     | 35:34                   | +4:09                   | 6                 | Jana Peterová           | OK Lokomotiva Pardubice  | 39:17                   | +4:10                   |
| 7                             | Jakub Glonek            | OK Kamenice              | 35:37                   | +4:12                   | 7                 | Šárka Sokolářová        | OOB TJ Turnov            | 39:35                   | +4:28                   |
| 8                             | Jonáš Hubáček           | OOB TJ Slovan Luhačovice | 36:00                   | +4:35                   | 8                 | Eliška Sieglová         | SK Praga                 | 40:04                   | +4:57                   |
| 9                             | Otakar Hirš             | SK Žabovřesky Brno       | 36:31                   | +5:06                   | 9                 | Hanna Wiśniewska        | K.O.B. Choceň            | 41:22                   | +6:15                   |
| 10                            | Matěj Kamenický         | OK Lokomotiva Pardubice  | 37:14                   | +5:49                   | 10                | Karolína Teplá          | OK Slavia Hradec Králové | 41:26                   | +6:19                   |
| Pořadí                        | H20 - junioři           | H20 - junioři            | H20 - junioři           | H20 - junioři           | Pořadí            | D20 - juniorky          | D20 - juniorky           | D20 - juniorky          | D20 - juniorky          |
| Zlatá medaile                 | Jakub Chaloupský        | OK 99 Hradec Králové     | 27:05                   |                         | Zlatá medaile     | Michaela Dittrichová    | OOB TJ Slovan Luhačovice | 26:45                   |                         |
| Stříbrná medaile              | Vít Čech                | Orientační Běh Opava     | 29:42                   | +2:37                   | Stříbrná medaile  | Markéta Mulíčková       | KOS TJ Tesla Brno        | 26:50                   | +0:05                   |
| Bronzová medaile              | Adam Valík              | Orientační Běh Opava     | 29:45                   | +2:40                   | Bronzová medaile  | Anna Karlová            | OK Jilemnice             | 26:59                   | +0:14                   |
| Pořadí                        | H18 - starší dorostenci | H18 - starší dorostenci  | H18 - starší dorostenci | H18 - starší dorostenci | Pořadí            | D18 - starší dorostenky | D18 - starší dorostenky  | D18 - starší dorostenky | D18 - starší dorostenky |
| Zlatá medaile                 | Jan Strýček             | TJ Spartak 1. Brněnská   | 23:43                   |                         | Zlatá medaile     | Michaela Novotná        | OOB TJ Turnov            | 24:49                   |                         |
| Stříbrná medaile              | Jiří Donda              | SKOB Ostrov              | 23:59                   | +0:16                   | Stříbrná medaile  | Lucie Dittrichová       | KOB Směr Kroměříž        | 25:43                   | +0:54                   |
| Bronzová medaile              | Martin Gajda            | OK Kamenice              | 26:05                   | +2:22                   | Bronzová medaile  | Kristýna Matyášová      | OK Chrastava             | 26:43                   | +1:54                   |
| Pořadí                        | H16 - mladší dorostenci | H16 - mladší dorostenci  | H16 - mladší dorostenci | H16 - mladší dorostenci | Pořadí            | D16 - mladší dorostenky | D16 - mladší dorostenky  | D16 - mladší dorostenky | D16 - mladší dorostenky |
| Zlatá medaile                 | Tomáš Kučera            | SK Žabovřesky Brno       | 24:19                   |                         | Zlatá medaile     | Julie Bambousková       | OK Dobříš                | 24:01                   |                         |
| Stříbrná medaile              | Prokop Tomášek          | OOB TJ Turnov            | 24:36                   | +0:17                   | Stříbrná medaile  | Viktorie Škáchová       | Oddíl OB Kotlářka        | 25:19                   | +1:18                   |
| Bronzová medaile              | Filip Hanuš             | OOS TJ Spartak Vrchlabí  | 25:44                   | +1:25                   | Bronzová medaile  | Barbora Holasová        | Orientační Běh Opava     | 26:15                   | +2:14                   |
| << předchozí • následující >> |                         |                          |                         |                         |                   |                         |                          |                         |                         |

Souhrnné informace naleznete v článku Mistrovství České republiky v orientačním běhu na krátké trati.

## Mistrovství ČR na klasické trati
Závod začal sobotní kvalifikací, kdy za vydatného deště bojovalo přes 700 závodníků o nedělní finále. Do něj postoupila většina favoritů, na které po deštivé noci čekal promáčený hodně členitý a kopcovitý terén s pískovcovými a čedičovými srázy a kameny i mohutné skalní bloky a věže. Mapa v měřítku 1 : 15 000 měla z důvodu lepší čitelnosti tři výřezy skalních měst v měřítku 1 : 10 000, což bylo po závodě předmětem diskuzí.
Mezi muži zvítězil Tomáš Křivda, který poprvé v historii českého OB získal v jednom roce na mistrovství republiky všechny 4 zlaté medaile.
Na závodech byla i Česká televize, která ze závodu připravila reportáž na ČT sport.

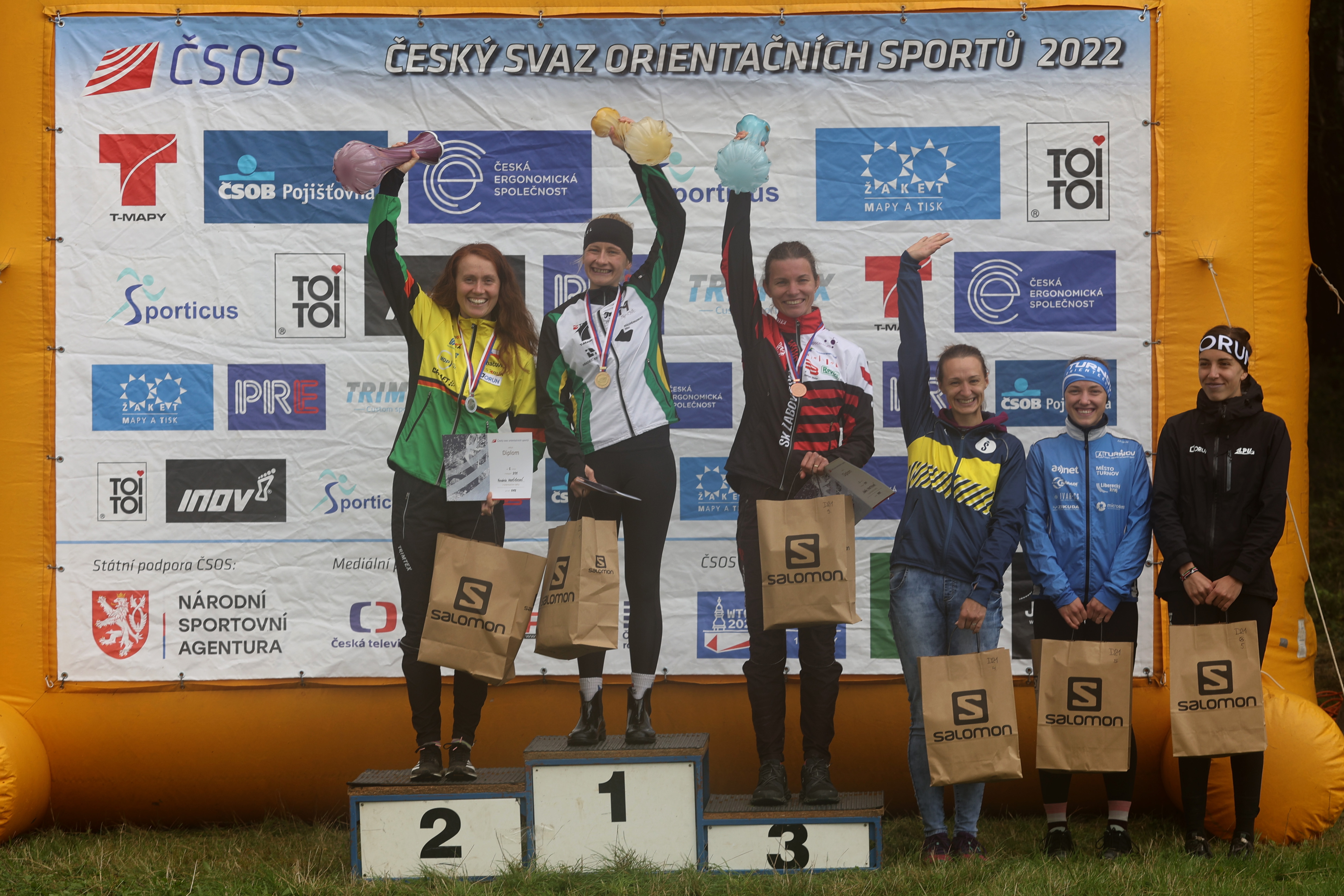
Stupně vítězů ženy
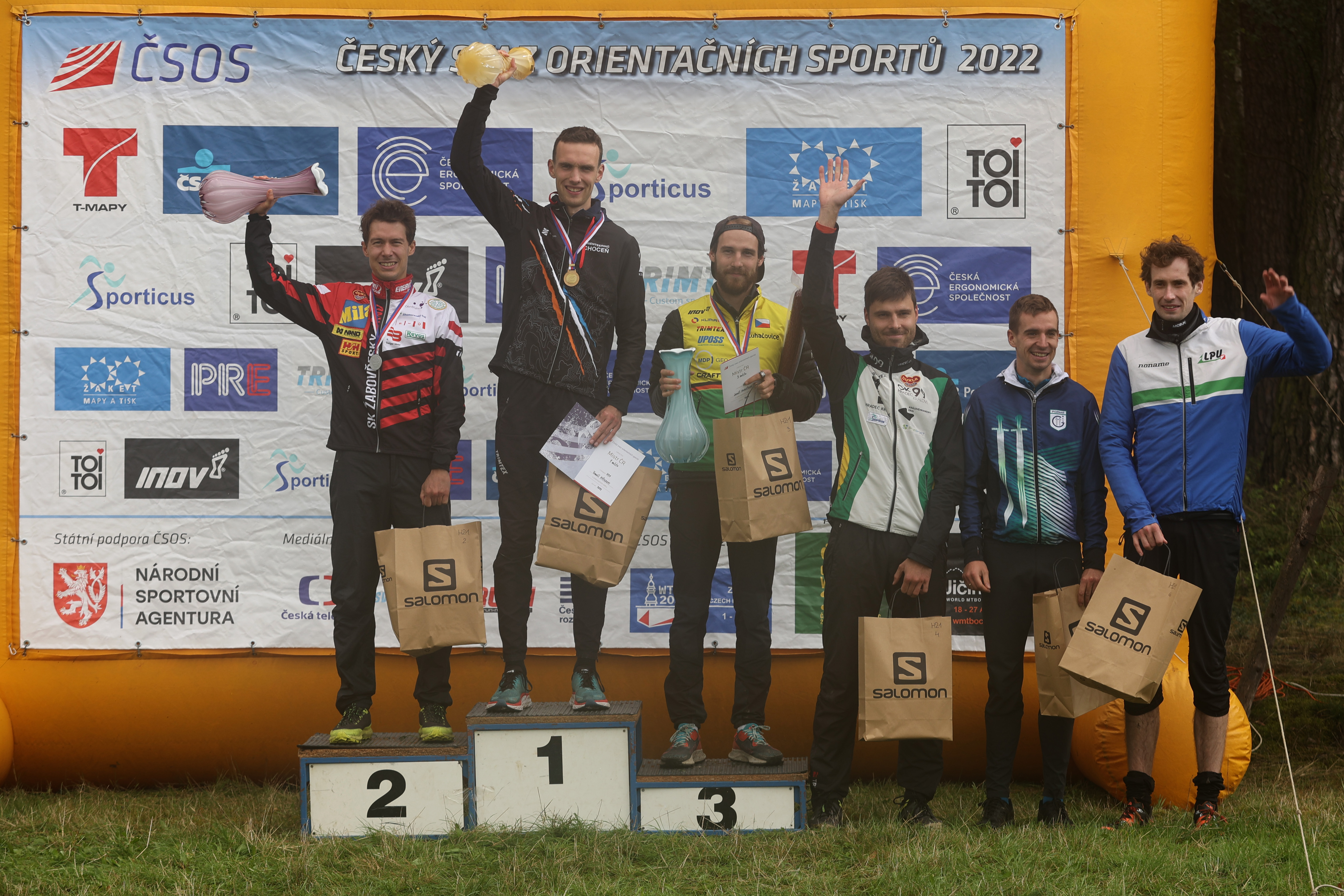
Stupně vítězů muži
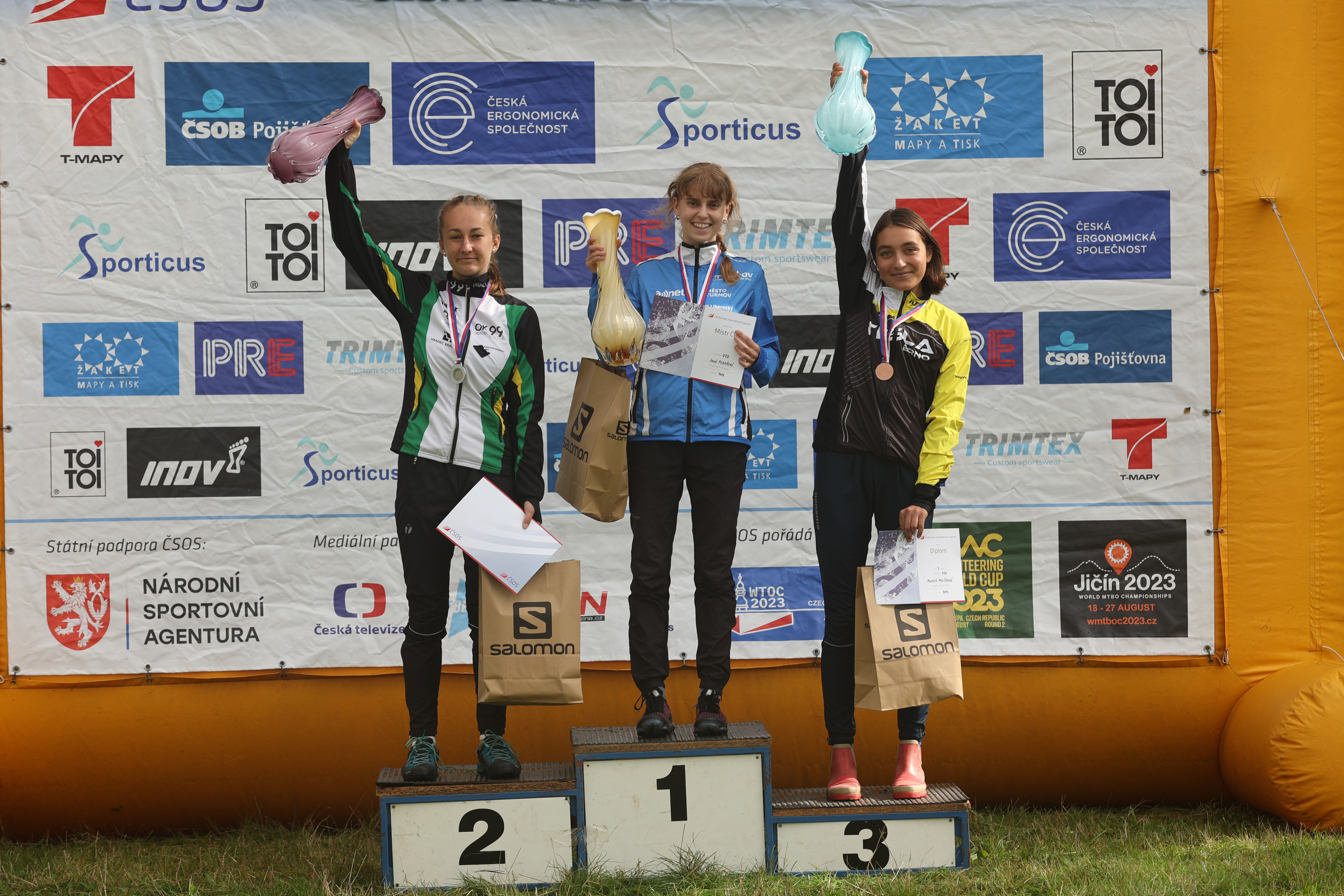
Stupně vítězů juniorky
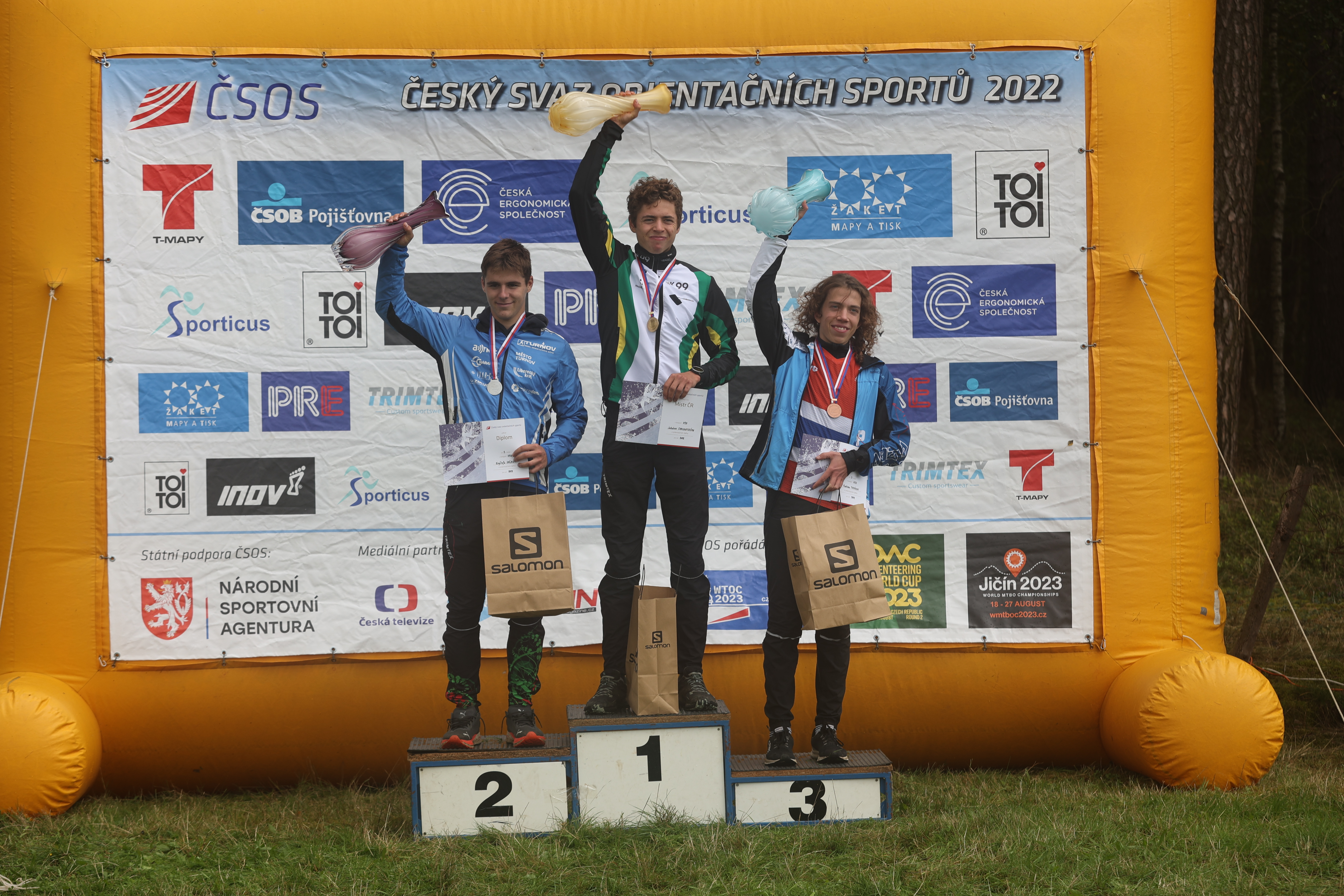
Stupně vítězů junioři

| Datum závodu   | 17.–18. 9. 2022 |  | Místo konání    | Cvikov - Svitava • aréna |  | Pořadatel       | OK Jiskra Nový Bor                           |
| Ředitel závodu | Pavel Dikoš     |  | Hlavní rozhodčí | Tomáš Vácha              |  | Stavitelé tratí | Petr Karvánek (fin.), Matouš Karvánek (sem.) |
| Název mapy     | Slavíček        |  | Web závodu      | web                      |  | Výsledky závodu | ORIS                                         |

| Zkrácené výsledky             | Zkrácené výsledky       | Zkrácené výsledky                | Zkrácené výsledky       | Zkrácené výsledky       | Zkrácené výsledky | Zkrácené výsledky       | Zkrácené výsledky            | Zkrácené výsledky       | Zkrácené výsledky       |
| Pořadí                        | H21 - muži              | H21 - muži                       | H21 - muži              | H21 - muži              | Pořadí            | D21 - ženy              | D21 - ženy                   | D21 - ženy              | D21 - ženy              |
| ----------------------------- | ----------------------- | -------------------------------- | ----------------------- | ----------------------- | ----------------- | ----------------------- | ---------------------------- | ----------------------- | ----------------------- |
| Zlatá medaile                 | Tomáš Křivda            | K.O.B. Choceň                    | 1:29:50                 |                         | Zlatá medaile     | Denisa Kosová           | OK 99 Hradec Králové         | 1:15:09                 |                         |
| Stříbrná medaile              | Miloš Nykodým           | SK Žabovřesky Brno               | 1:33:14                 | +3:24                   | Stříbrná medaile  | Vendula Horčičková      | OOB TJ Slovan Luhačovice     | 1:17:51                 | +2:42                   |
| Bronzová medaile              | Jonáš Hubáček           | OOB TJ Slovan Luhačovice         | 1:33:54                 | +4:04                   | Bronzová medaile  | Adéla Finstrlová        | SK Žabovřesky Brno           | 1:19:36                 | +4:27                   |
| 4                             | Jan Petržela            | OK 99 Hradec Králové             | 1:37:43                 | +7:53                   | 4                 | Karolína Kettner        | OK Slavia Hradec Králové     | 1:23:36                 | +8:27                   |
| 5                             | Tomáš Kubelka           | OK Lokomotiva Pardubice          | 1:40:23                 | +10:33                  | 5                 | Šárka Sokolářová        | OOB TJ Turnov                | 1:23:53                 | +8:44                   |
| 6                             | Ondřej Hlaváč           | SK Žabovřesky Brno               | 1:41:44                 | +11:54                  | 5                 | Jana Peterová           | OK Lokomotiva Pardubice      | 1:23:53                 | +8:44                   |
| 7                             | Pavel Kubát             | OK 99 Hradec Králové             | 1:43:47                 | +13:57                  | 7                 | Eliška Sieglová         | SK Praga                     | 1:24:14                 | +9:05                   |
| 8                             | Martin Roudný           | OK Lokomotiva Pardubice          | 1:44:09                 | +14:19                  | 8                 | Nikola Zlámalová        | Sportcentrum Jičín           | 1:27:37                 | +12:28                  |
| 9                             | Vojtěch Sýkora          | OOB TJ Slovan Luhačovice         | 1:44:37                 | +14:47                  | 9                 | Petra Landovská         | OK Kamenice                  | 1:27:50                 | +12:41                  |
| 10                            | Ota Škvor               | OK Kamenice                      | 1:45:31                 | +15:41                  | 10                | Zdenka Kozáková         | KOS TJ Tesla Brno            | 1:28:24                 | +13:15                  |
| Pořadí                        | H20 - junioři           | H20 - junioři                    | H20 - junioři           | H20 - junioři           | Pořadí            | D20 - juniorky          | D20 - juniorky               | D20 - juniorky          | D20 - juniorky          |
| Zlatá medaile                 | Jakub Chaloupský        | OK 99 Hradec Králové             | 1:07:03                 |                         | Zlatá medaile     | Jana Pekařová           | OOB TJ Turnov                | 57:19                   |                         |
| Stříbrná medaile              | Kryštof Hájek           | OOB TJ Turnov                    | 1:09:33                 | +2:30                   | Stříbrná medaile  | Adéla Vandasová         | OK 99 Hradec Králové         | 58:46                   | +1:27                   |
| Bronzová medaile              | Radim Tokár             | Západočeské sportovní centrum OB | 1:12:05                 | +5:02                   | Bronzová medaile  | Markéta Mulíčková       | KOS TJ Tesla Brno            | 1:01:14                 | +3:55                   |
| Pořadí                        | H18 - starší dorostenci | H18 - starší dorostenci          | H18 - starší dorostenci | H18 - starší dorostenci | Pořadí            | D18 - starší dorostenky | D18 - starší dorostenky      | D18 - starší dorostenky | D18 - starší dorostenky |
| Zlatá medaile                 | Jan Strýček             | TJ Spartak 1. Brněnská           | 58:37                   |                         | Zlatá medaile     | Michaela Novotná        | OOB TJ Turnov                | 50:03                   |                         |
| Stříbrná medaile              | Daniel Bolehovský       | USK Praha                        | 1:01:19                 | +2:42                   | Stříbrná medaile  | Lea Martanová           | OOB TJ Turnov                | 51:53                   | +1:50                   |
| Bronzová medaile              | Matěj Tkáč              | Team Jizerky                     | 1:01:44                 | +3:07                   | Bronzová medaile  | Lucie Dittrichová       | KOB Směr Kroměříž            | 52:58                   | +2:55                   |
| Pořadí                        | H16 - mladší dorostenci | H16 - mladší dorostenci          | H16 - mladší dorostenci | H16 - mladší dorostenci | Pořadí            | D16 - mladší dorostenky | D16 - mladší dorostenky      | D16 - mladší dorostenky | D16 - mladší dorostenky |
| Zlatá medaile                 | Tomáš Kučera            | SK Žabovřesky Brno               | 47:30                   |                         | Zlatá medaile     | Viktorie Škáchová       | Oddíl OB Kotlářka            | 39:54                   |                         |
| Stříbrná medaile              | Erik Heczko             | Slavia Liberec orienteering      | 47:51                   | +0:21                   | Stříbrná medaile  | Tereza Paulíčková       | SOB Olomouc (Slávia Olomouc) | 43:38                   | +3:44                   |
| Bronzová medaile              | Vladimír Srb            | OK Lokomotiva Pardubice          | 48:08                   | +0:38                   | Bronzová medaile  | Kristýna Finstrlová     | SK Žabovřesky Brno           | 43:43                   | +3:49                   |
| << předchozí • následující >> |                         |                                  |                         |                         |                   |                         |                              |                         |                         |

Souhrnné informace naleznete v článku Mistrovství České republiky v orientačním běhu na klasické trati.

## Mistrovství ČR štafet
Na závodech byla i Česká televize, která ze závodu připravila reportáž na ČT sport.

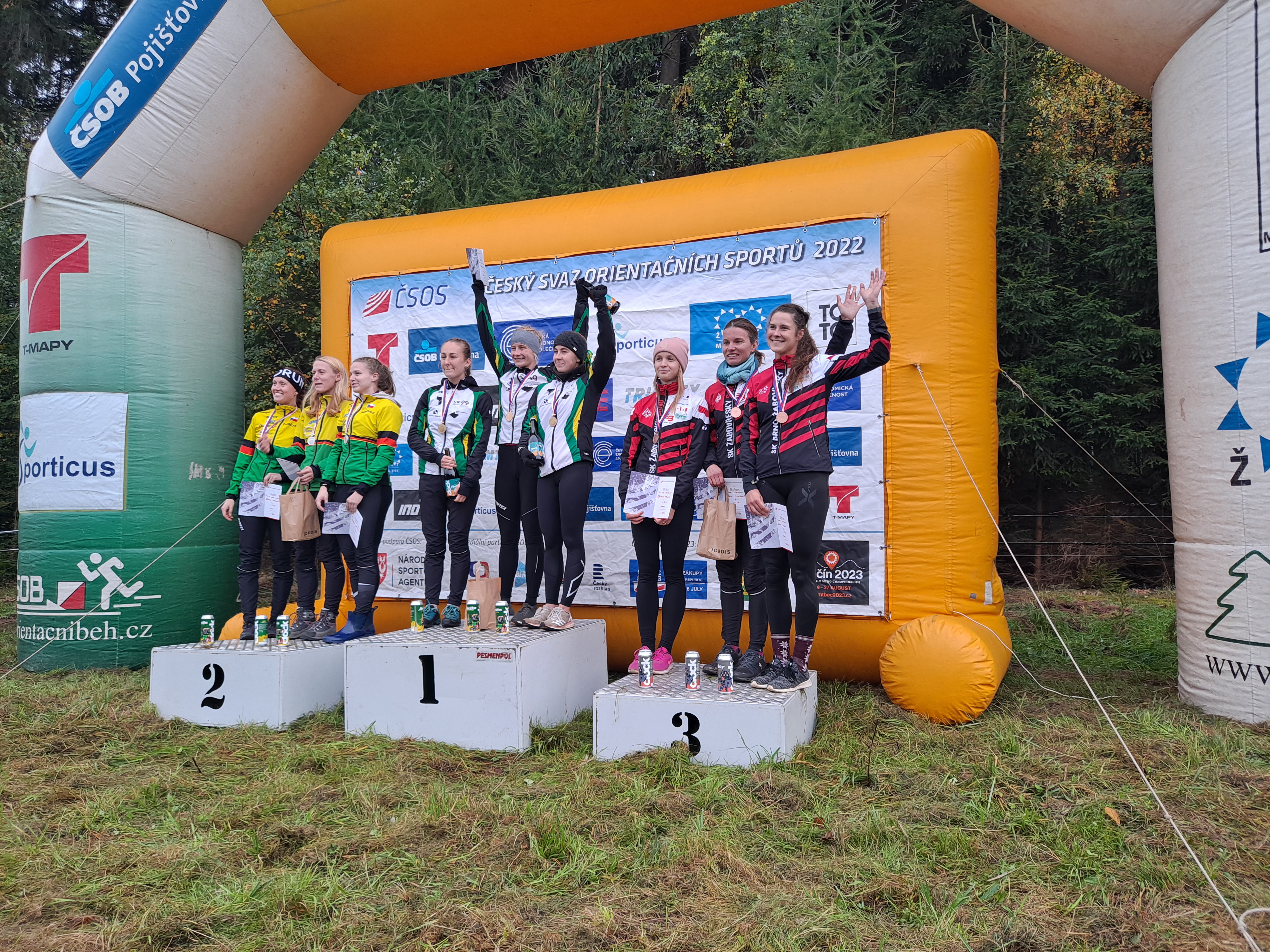
Stupně vítězů ženy
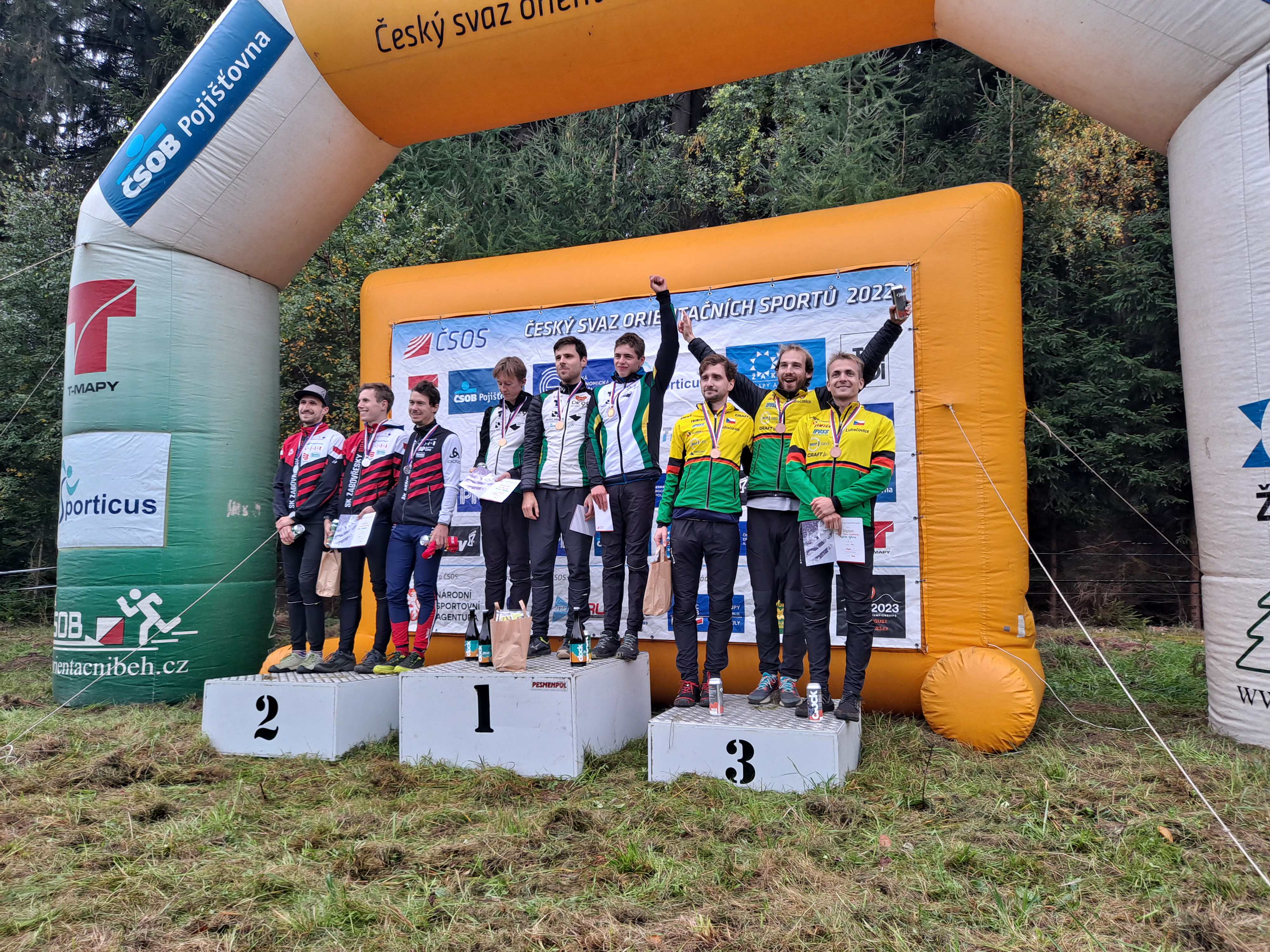
Stupně vítězů muži
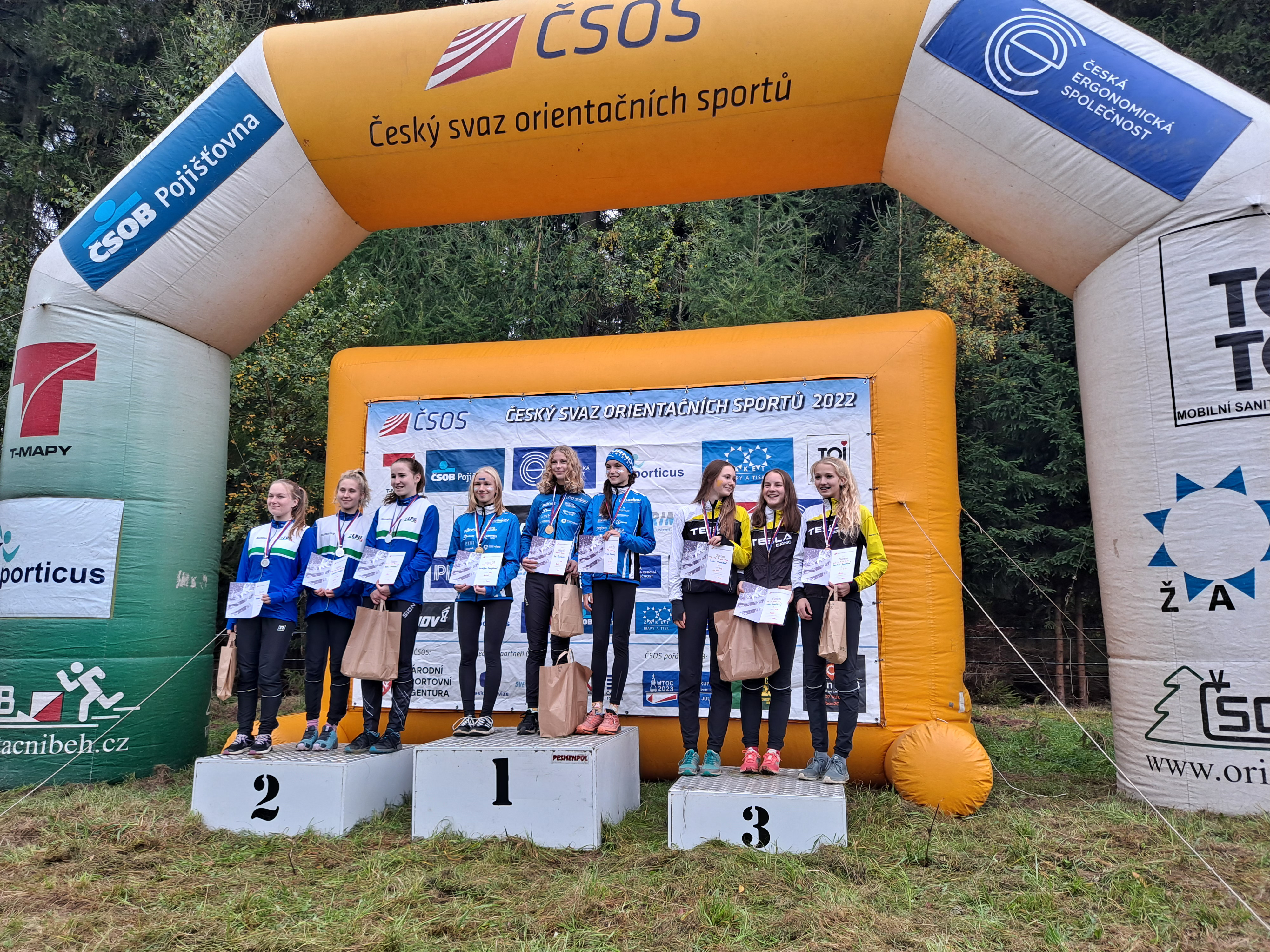
Stupně vítězů dorostenky
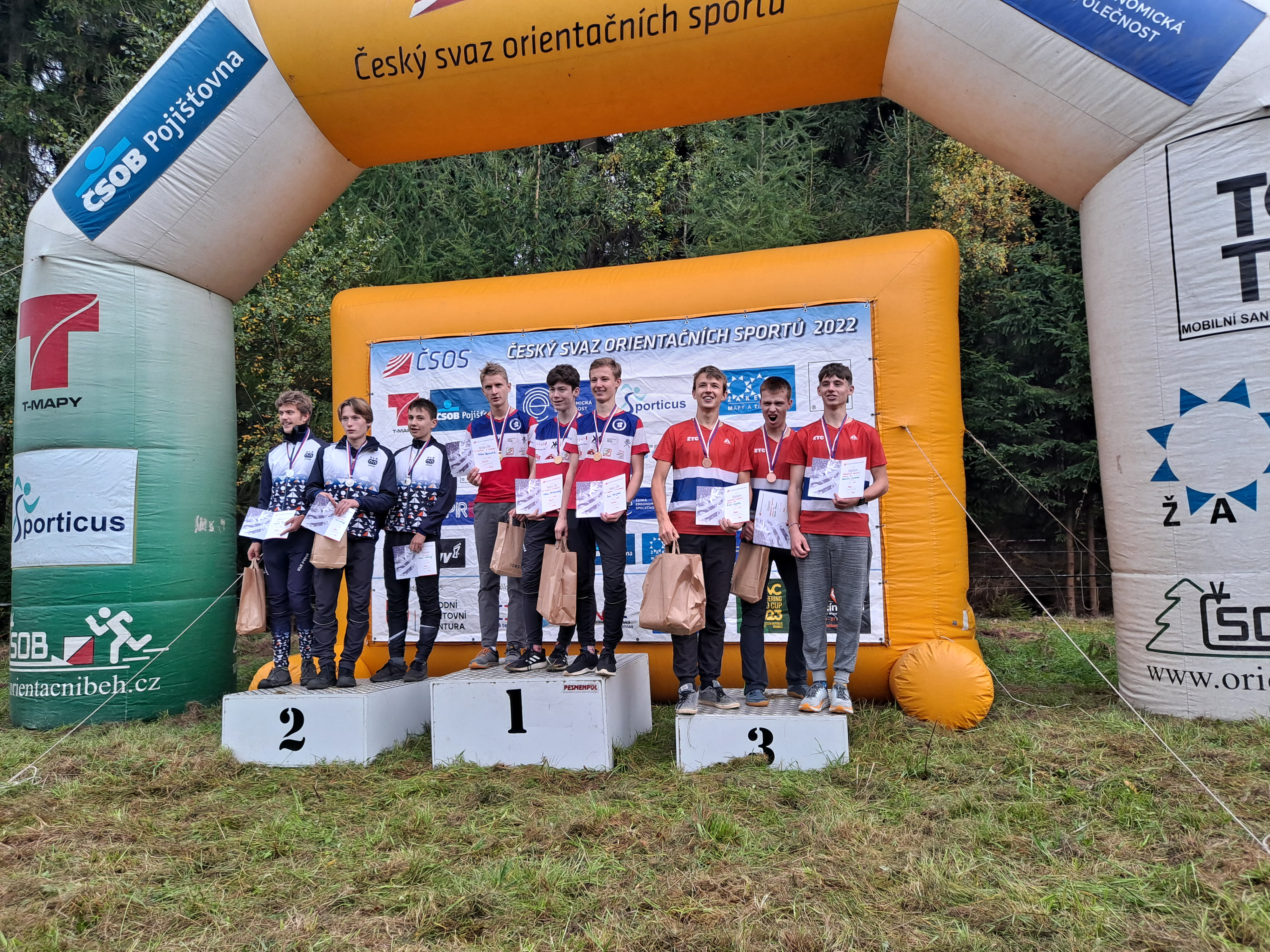
Stupně vítězů dorostenci

| Datum závodu   | 8. 10. 2022       |  | Místo konání    | Hajnice - Výšinka • aréna |  | Pořadatel       | OK 99 Hradec Králové        |
| Ředitel závodu | Azeb Karim        |  | Hlavní rozhodčí | Jan Panchártek            |  | Stavitelé tratí | Zdeněk Šabatka, Petr Losman |
| Název mapy     | Studánka U seníku |  | Web závodu      | web                       |  | Výsledky závodu | ORIS                        |

| Zkrácené výsledky             | Zkrácené výsledky                                                          | Zkrácené výsledky | Zkrácené výsledky | Zkrácené výsledky | Zkrácené výsledky                                                                  | Zkrácené výsledky | Zkrácené výsledky | Zkrácené výsledky | Zkrácené výsledky |
| Pořadí                        | H21 - muži                                                                 | H21 - muži        | H21 - muži        | Pořadí            | D21 - ženy                                                                         | D21 - ženy        | D21 - ženy        |                   |                   |
| ----------------------------- | -------------------------------------------------------------------------- | ----------------- | ----------------- | ----------------- | ---------------------------------------------------------------------------------- | ----------------- | ----------------- | ----------------- | ----------------- |
| Zlatá medaile                 | OK 99 Hradec Králové Daniel Vandas Jan Petržela Jakub Chaloupský           | 2:10:12           |                   | Zlatá medaile     | OK 99 Hradec Králové Tereza Kosová Adéla Vandasová Denisa Kosová                   | 1:55:01           |                   |                   |                   |
| Stříbrná medaile              | SK Žabovřesky Brno Marek Minář Ondřej Hlaváč Miloš Nykodým                 | 2:11:55           | +1:43             | Stříbrná medaile  | OOB TJ Slovan Luhačovice Michaela Dittrichová Martina Jirčáková Vendula Horčičková | 1:57:54           | +2:53             |                   |                   |
| Bronzová medaile              | OOB TJ Slovan Luhačovice Adam Chloupek Vojtěch Sýkora Jonáš Hubáček        | 2:12:15           | +2:03             | Bronzová medaile  | SK Žabovřesky Brno Gabriela Hiršová Adéla Finstrlová Johanka Šimková               | 1:58:14           | +3:13             |                   |                   |
| 4                             | OK Lokomotiva Pardubice Martin Roudný Radek Nožka Tomáš Kubelka            | 2:16:00           | +5:48             | 4                 | SK Praga Adéla Bogarová Martina Matějů Eliška Sieglová                             | 2:01:13           | +6:12             |                   |                   |
| 5                             | SK Praga Jan Flašar Jan Procházka Tomáš Janovský                           | 2:16:31           | +6:19             | 5                 | KOS TJ Tesla Brno Martina Opálková Ľuboslava Weissová Zdenka Kozáková              | 2:01:28           | +6:27             |                   |                   |
| Pořadí                        | H18 - dorostenci                                                           | H18 - dorostenci  | H18 - dorostenci  | Pořadí            | D18 - dorostenky                                                                   | D18 - dorostenky  | D18 - dorostenky  |                   |                   |
| Zlatá medaile                 | TJ Spartak 1. Brněnská Adam Zřídkaveselý Vilém Bednařík Jan Strýček        | 1:54:25           |                   | Zlatá medaile     | OOB TJ Turnov Lea Martanová Kristýna Matyášová Michaela Novotná                    | 1:40:36           |                   |                   |                   |
| Stříbrná medaile              | USK Praha Filip Nemšovský Dominik Průša Daniel Bolehovský                  | 1:57:07           | +2:42             | Stříbrná medaile  | OK Lokomotiva Pardubice Kateřina Hanušová Klára Haasová Michaela Srbová            | 1:43:52           | +3:16             |                   |                   |
| Bronzová medaile              | Západočeské sportovní centrum OB Antonín Svoboda David Němec Šimon Stehlík | 1:57:24           | +2:59             | Bronzová medaile  | KOS TJ Tesla Brno Lucie Hlaváčová Klára Kurečková Kateřina Doušková                | 1:43:54           | +3:18             |                   |                   |
| << předchozí • následující >> |                                                                            |                   |                   |                   |                                                                                    |                   |                   |                   |                   |

Souhrnné informace naleznete v článku Mistrovství České republiky v orientačním běhu štafet.

## Mistrovství ČR klubů a oblastních výběrů žactva
Na závodech byla také Česká televize, která připravila reportáž na ČT sport.

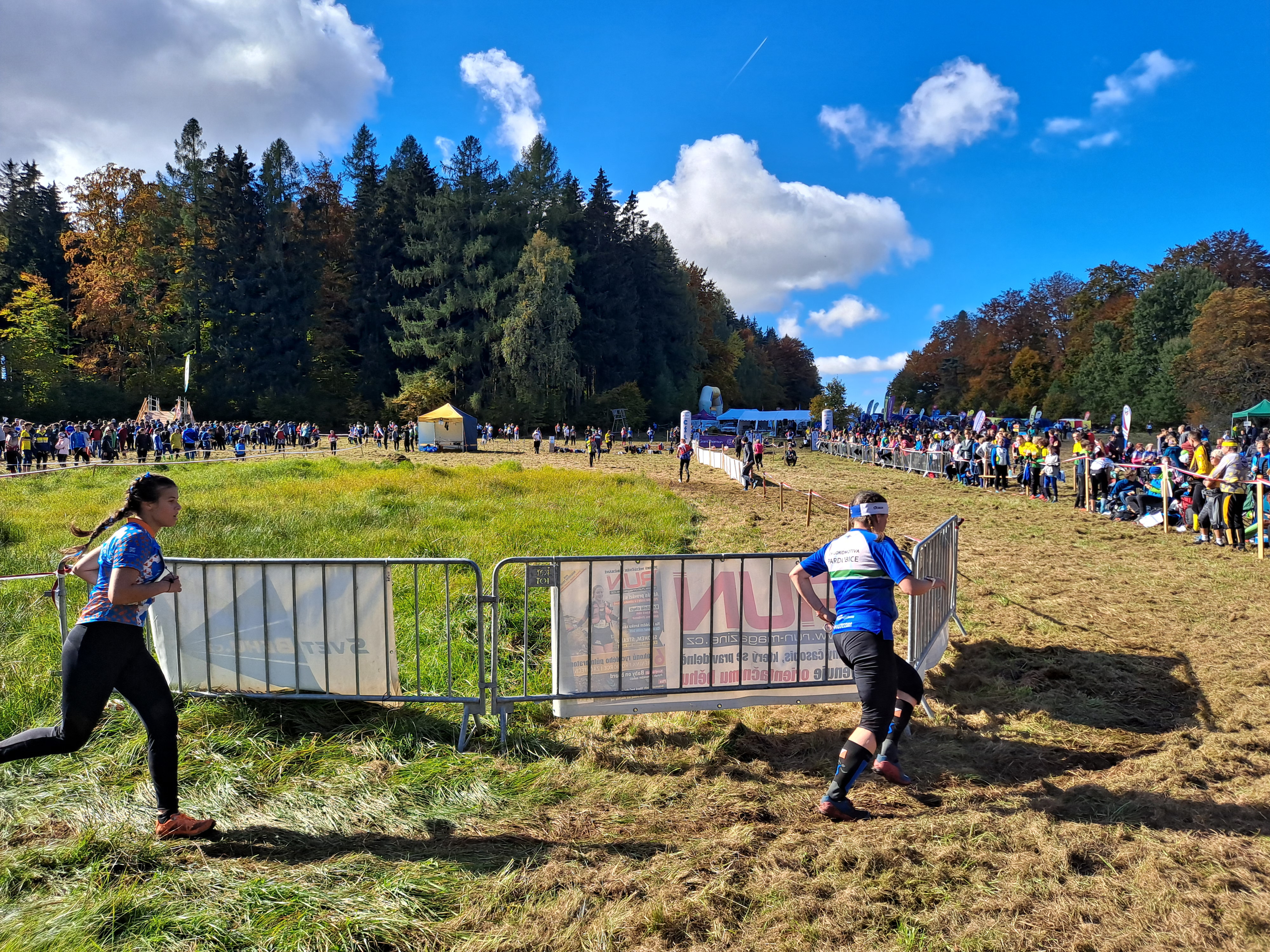
Cílový a předávkový areál
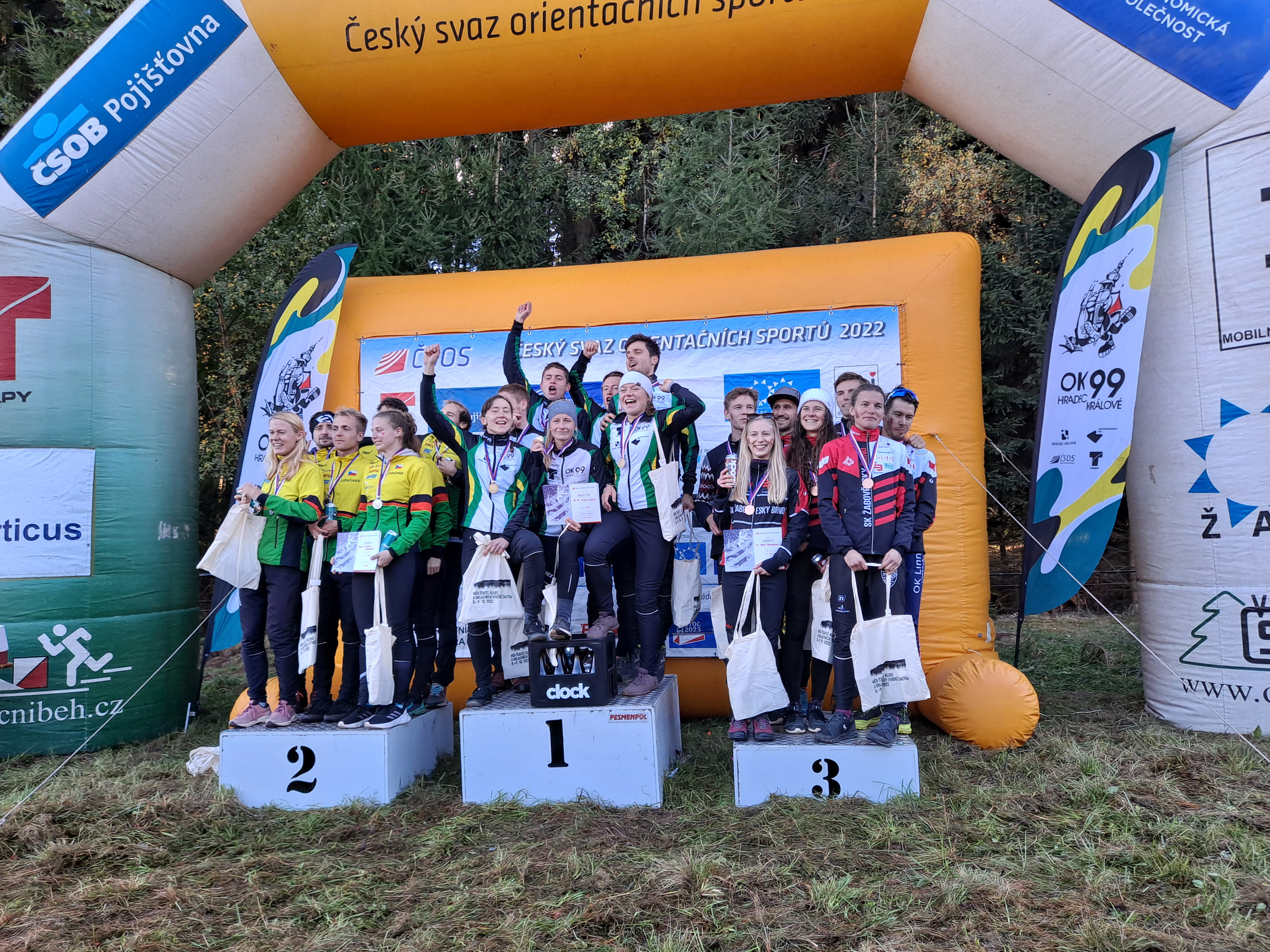
Vyhlášení dospělých
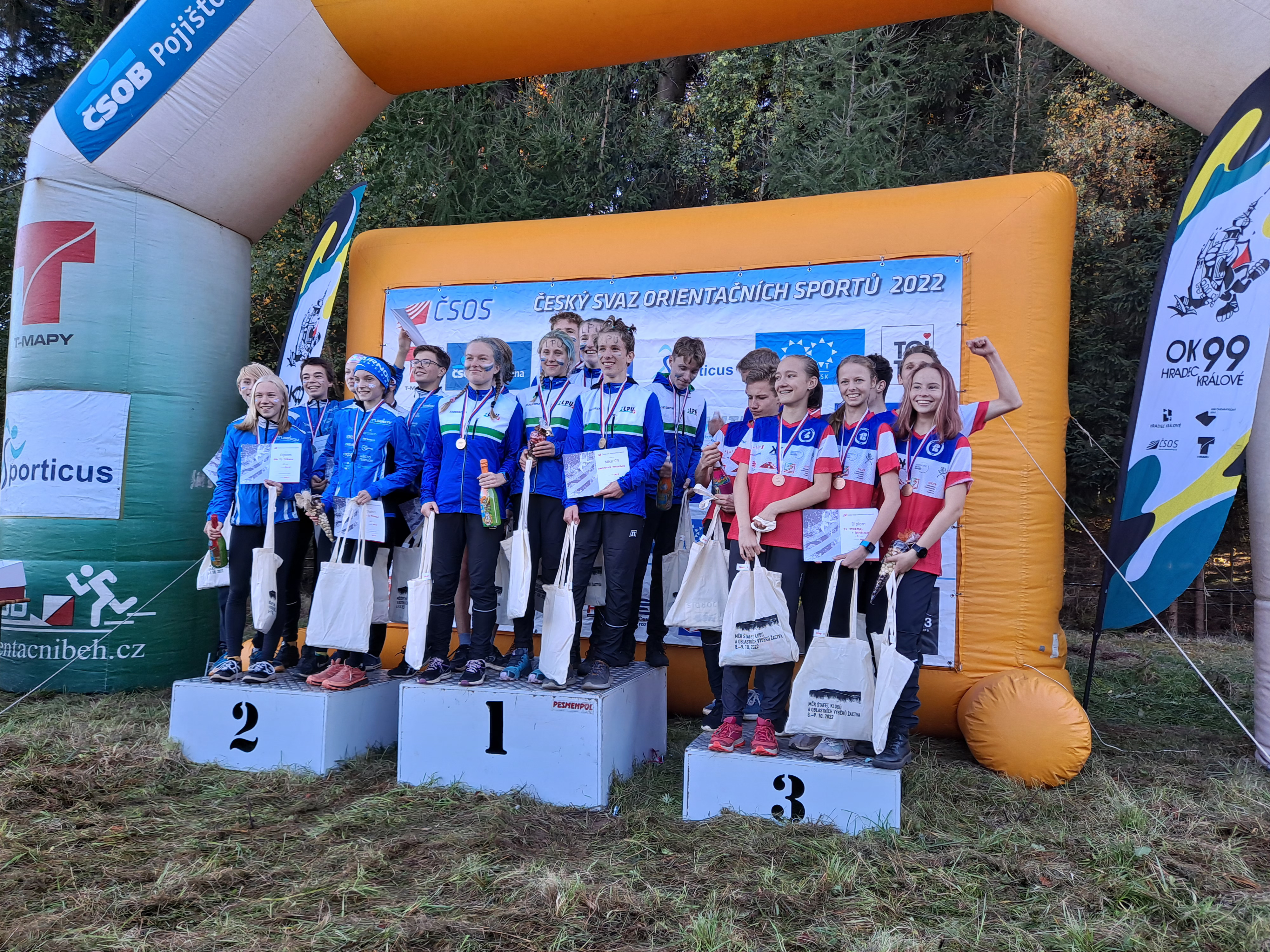
Vyhlášení dorostu
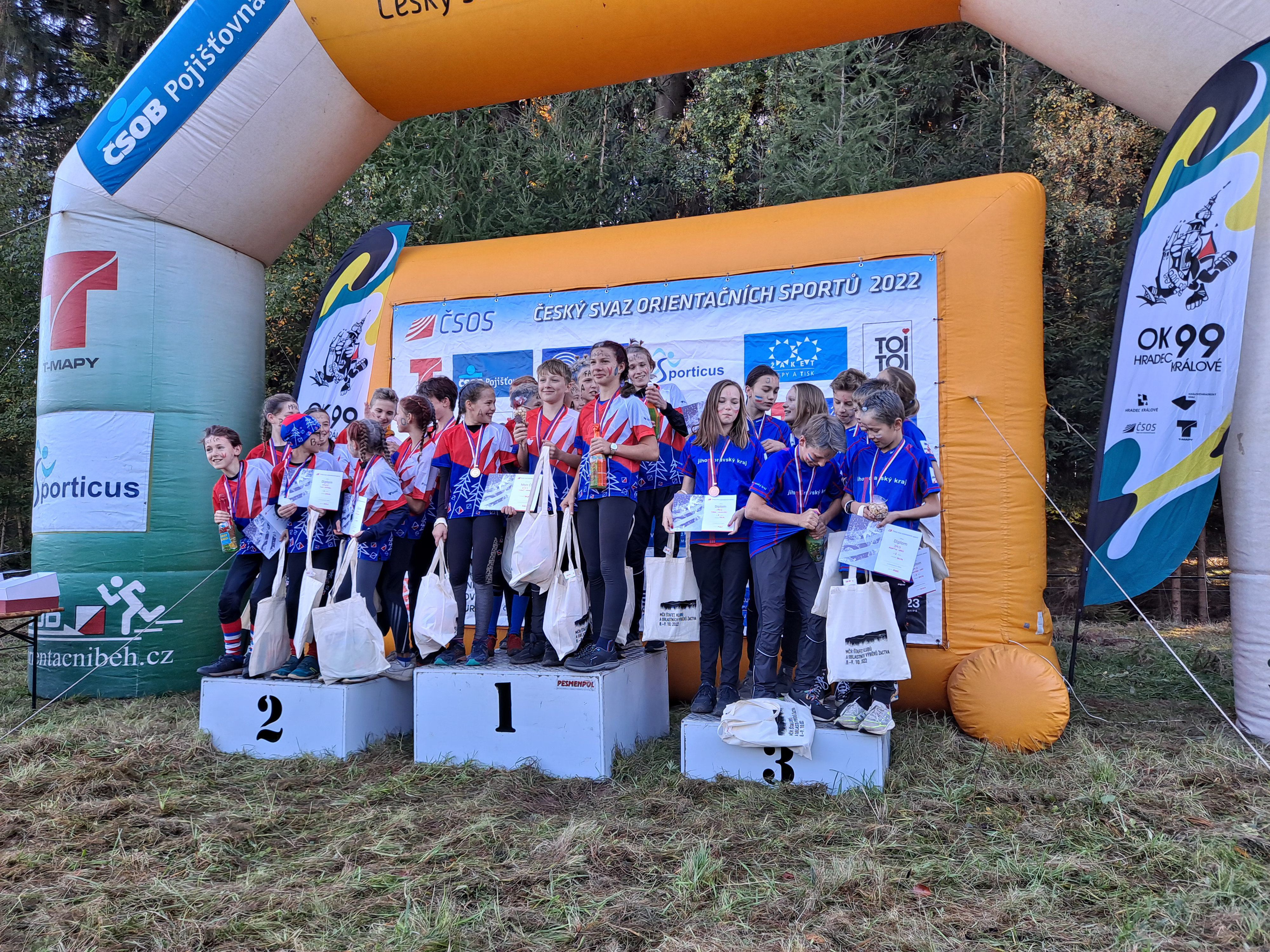
Vyhlášení žákovských výběrů

| Datum závodu   | 9. 10. 2022            |  | Místo konání    | Hajnice - Výšinka • aréna |  | Pořadatel       | OK 99 Hradec Králové        |
| Ředitel závodu | Azeb Karim             |  | Hlavní rozhodčí | Jan Panchártek            |  | Stavitelé tratí | Zdeněk Šabatka, Petr Losman |
| Název mapy     | Studánka U liščích nor |  | Web závodu      | web                       |  | Výsledky závodu | ORIS                        |

| Zkrácené výsledky             | Zkrácené výsledky | Zkrácené výsledky | Zkrácené výsledky | Zkrácené výsledky | Zkrácené výsledky | Zkrácené výsledky | Zkrácené výsledky | Zkrácené výsledky | Zkrácené výsledky |
| Pořadí                        | DH21 - dospělí | DH21 - dospělí    | DH21 - dospělí    | Pořadí            | DH18 - dorost | DH18 - dorost     | DH18 - dorost     |                   |                   |
| ----------------------------- | --- | ----------------- | ----------------- | ----------------- | --- | ----------------- | ----------------- | ----------------- | ----------------- |
| Zlatá medaile                 | OK 99 Hradec Králové Daniel Vandas Jana Šímová Jan Petržela Barbora Chaloupská Pavel Kubát Denisa Kosová Jakub Chaloupský                  | 4:44:16           |                   | Zlatá medaile     | OK Lokomotiva Pardubice Filip Hanuš Kateřina Hanušová Filip Haas Klára Haasová Michal Krpata Michaela Srbová Vladimír Srb                 | 4:25:10           |                   |                   |                   |
| Stříbrná medaile              | OOB TJ Slovan Luhačovice Adam Chloupek Martina Jirčáková Vojtěch Sýkora Michaela Dittrichová Johan Vavrys Vendula Horčičková Jonáš Hubáček | 4:45:35           | +1:19             | Stříbrná medaile  | OOB TJ Turnov Hugo Hoetzel Lea Martanová Jakub Peterka Kristýna Matyášová Štěpán Waldhauser Michaela Novotná Prokop Tomášek               | 4:25:49           | +0:39             |                   |                   |
| Bronzová medaile              | SK Žabovřesky Brno Otakar Hirš Tereza Odehnalová Marek Minář Adéla Finstrlová Ondřej Hlaváč Johanka Šimková Miloš Nykodým                  | 4:46:36           | +2:20             | Bronzová medaile  | TJ Spartak 1. Brněnská Adam Zřídkaveselý Tereza Kendrová Jan Strýček Barbora Strýčková Filip Bukovác Doubravka Procházková Vilém Bednařík | 4:31:58           | +6:48             |                   |                   |
| 4                             | OK Lokomotiva Pardubice David Procházka Marta Lučanová Tomáš Kubelka Tereza Nováková Radek Nožka Jana Peterová Martin Roudný               | 4:51:51           | +7:35             | 4                 | USK Praha Filip Nemšovský Marie Bartošová Daniel Bolehovský Hana Malečková Dominik Průša Markéta Kodejšová Adam Titz                      | 4:39:18           | +14:08            |                   |                   |
| 5                             | OK Kamenice Sebastian Šafka Tereza Čechová Jakub Glonek Eliška Hájková Ota Škvor Lucie Semíková Jan Gajda                                  | 4:56:16           | +12:00            | 5                 | KOS TJ Tesla Brno Jakub Račanský Lucie Hlaváčová Jan Štěpánek Klára Kurečková Jiří Račanský Kateřina Doušková Ondřej Gryc                 | 4:44:44           | +19:34            |                   |                   |
| << předchozí • následující >> | |                   |                   |                   | |                   |                   |                   |                   |

Souhrnné informace naleznete v článku Mistrovství České republiky v orientačním běhu klubů a oblastních výběrů.